# 고아시리아 시대
고아시리아 시대는 아시리아사 구분의 두 번째 단계로, 푸주르-아슈르 1세 아래 도시국가로서 아수르의 독립이 시작된 기원전 2025년경부터 후속 중아시리아 제국의 시작을 알리는 아슈르-우발리트가 기원전 1363년경에 아시하여 아시리아 영토 국가가 형성되기까지 도시국가 아수르의 역사를 다룬다. 고아시리아 시대는 남부 메소포타미아와는 다른 독자적인 아시리아 문화가 발전한 최초의 알려진 증거로 특징지어지며 아수르가 여러 차례 외국의 왕국과 제국의 지배 또는 종주권 아래에 놓였던 지정학적으로 격동적인 시기였다. 이 시기는 또한 아카드어의 독자적인 아시리아 방언, 고유한 아시리아 달력, 그리고 국제 무역의 중심지가 된 것으로 특징지어진다.
고아시리아 시대의 대부분 동안 아수르는 정치적, 군사적 영향력이 거의 없는 작은 도시국가였다. 후기 시대의 아시리아 왕들과는 달리, 고아시리아 시대의 왕들은 도시 행정에서 눈에 띄는 주요 관리 중 한 명이었을 뿐이며, 일반적으로 사르(šar)(왕) 대신에 "(신) 아슈르의 (대리) 총독"으로 번역되는 잇쉬악 앗슈르(Išši'ak Aššur)라는 칭호를 사용했다. 왕들은 아수르 주민들 중 저명하고 영향력 있는 구성원들로 이루어진 도시의 실제 행정 기구인 알룸(도시 의회)을 주재했다. 군사적, 정치적 힘은 부족했지만, 아수르는 북부 메소포타미아에서 중요한 경제 중심지였다. 에리슘 1세(c. 기원전 1974–1935년) 시대부터 기원전 19세기 말까지, 이 도시는 동쪽의 자그로스산맥에서 서쪽의 중앙 아나톨리아까지 확장된 거대한 무역 네트워크의 중심지였다. 저명한 상인으로서 아시리아인들은 퀼테페와 같은 무역 네트워크 내의 여러 장소에 수많은 무역 식민지를 설립했다.
푸주르-아슈르 1세가 기원전 2025년경에 설립한 최초의 아시리아 왕조는 기원전 1808년경에 외국의 아모리인 정복자 샴시-아다드 1세에게 도시가 함락되면서 막을 내렸다. 샴시-아다드는 슈바트-엔릴 시를 통치했고, 때때로 상메소포타미아 왕국이라고 불리는 짧은 왕국을 세웠는데, 이 왕국은 c. 기원전 1776년에 그가 죽은 후 붕괴되었다. 샴시-아다드의 죽음 이후부터 중아시리아 시대가 시작될 때까지의 사건들은 잘 알려져 있지 않지만, 초기 수십 년 동안 아수르와 주변 지역에서 고바빌로니아 제국, 마리, 에쉬눈나와 같은 여러 국가와 제국뿐만 아니라, 도시의 권력을 놓고 다투는 여러 아시리아 왕조와 귀족들 사이의 빈번한 갈등이 있었던 것으로 보인다. 이 시기는 c. 기원전 1700년에 아다사이드 왕조 아래 아수르가 독립적인 도시국가로 재건되면서 절정에 달했다. 아수르는 c. 기원전 1430년에 미탄니 왕국의 속국이 되었지만, 미탄니가 히타이트와 일련의 전투에서 패배하던 기원전 14세기 초에 독립했으며, 전사 왕들 아래 거대한 영토 국가로 전환되기 시작했다.
퀼테페의 고아시리아 무역 식민지에서 발견된 22,000개가 넘는 쐐기 문자 기록을 통해 고아시리아 시대의 문화, 언어, 사회에 대한 많은 정보를 얻을 수 있다. 다른 고대 근동 사회와 마찬가지로 고아시리아인들도 노예 제도를 시행했지만, 텍스트에 사용된 용어의 혼란으로 인해 추정되는 노예 중 상당수는 실제로는 자유로운 하인이었을 수도 있다. 남성과 여성은 다른 의무와 책임을 가졌지만, 재산을 상속하고, 유언장을 작성하고, 이혼 절차를 시작하고, 무역에 참여할 수 있는 등 거의 동일한 법적 권리를 가졌다. 고아시리아 시대에 숭배되었던 주요 신은 후기 시대와 마찬가지로 아시리아의 국가 신인 아슈르였는데, 그는 아마도 선행하는 초기 아시리아 시대에 아수르 시 자체의 신격화된 의인화로서 기원했을 것이다.

## 용어
현대 연구자들은 고대 아시리아 역사의 수천 년을 정치적 사건과 언어의 점진적인 변화에 따라 여러 단계로 나눈다. "고아시리아"는 이러한 단계 중 하나이며, 따라서 연대기적 분류이다. 2008년 클라스 빈호프에 의해 정의된 바와 같이, 이 용어는 "역사적으로 아시리아라고 불릴 만큼 충분히 복원 가능한 고대 아수르 문화의 가장 초기 단계"에 적용되며, 여기서 "아시리아"는 영토를 다스리는 국가로서의 아시리아가 아니라 아수르 시와 그 문화를 의미한다. 아시리아는 후속 중아시리아 제국에서 작은 도시국가에서 더 넓은 영토를 다스리는 왕국으로 전환되었다. 따라서 "고아시리아"는 아수르와 그 사람들의 역사, 정치, 경제, 종교, 언어, 그리고 가장 초기부터 중아시리아 시대가 시작될 때까지의 독특한 특징들을 가리킨다. 아수르는 일반적으로 사용되는 고아시리아 시대 시작일보다 훨씬 오래된 도시이지만, 선행하는 초기 아시리아 시대는 훨씬 덜 알려져 있으며, 그 시기 아수르는 독립적이지 않고 남부 메소포타미아의 일련의 국가와 제국의 일부였다.

## 역사

### 푸주르-아슈르와 그의 왕조
아수르는 일반적으로 푸주르-아슈르 1세 아래에서 독립적인 도시국가가 된 것으로 여겨지며, 그는 c. 기원전 2025년에 통치했다. 푸주르-아슈르에 대해서는 알려진 바가 거의 없으며, 그가 정확히 어떻게 권력을 잡았는지도 불분명하다. 하지만 그의 후손들, 즉 아시리아의 첫 왕조는 그가 도시 주변의 성벽을 복원했다고 기록했다. 아수르의 독립은 마지막 우르 제3왕조 통치자인 입비신(c. 기원전 2028–2004년)이 그의 제국 주변 지역에 대한 행정적 지배력을 잃으면서 이루어졌을 가능성이 높다. 기원전 2천년기 전반기 아수르에서는 고고학적 증거가 거의 남아 있지 않아, 이 시기 도시, 주민, 통치자에 대해 알려진 바가 상대적으로 적다. 이 시기에 남아 있는 왕실 비문은 거의 전적으로 건축 프로젝트에 관한 것이다. 알려진 바에 따르면 푸주르-아슈르와 독립 후 그의 후계자들은 아카드와 수메르의 종주들이 그랬던 것처럼 실제로 왕(šar)의 존엄을 주장하지 않고, 대신 자신들을 총독(Išši'ak)으로 칭했으며, 아시리아의 국가 신 아슈르가 왕이고 아시리아 통치자들은 단지 그의 지상 대리인일 뿐이라고 주장했다. 푸주르-아슈르 왕조 시대의 아수르 인구는 약 5,000명에서 8,000명에 불과했으므로 군사력이 매우 제한적이었을 것이며, 군사 기관에 대한 어떠한 기록도 없다. 주변 도시는 아수르의 지배를 받지 않았고, 심지어 도시의 이웃 통치자들과의 정치적 교류에 대한 알려진 기록도 없다.

아시리아 왕이 작성한 가장 오래된 현존하는 비문은 푸주르-아슈르의 아들이자 후계자인 살림-아훔이 작성한 것으로, 왕이 "자신과 자신의 도시의 생명을 위하여" 아슈르 신에게 헌정된 신전을 건축했다고 기록하고 있다. 살림-아훔의 아들이자 후계자인 일루-슈마는 외교 문제에 개입하고, 군사 작전을 벌이며, 무역을 개방한 최초의 아시리아 왕으로 알려져 있다. 일루슈마는 남쪽에 있는 메소포타미아의 도시들을 정벌했으며, 동쪽의 엘람과 서쪽의 아모리로부터 동족을 수호하였는데, 다음과 같은 기록이 남아있다.
"나는 아카드 민족과 그 자녀의 자유를 세웠도다. 구리를 정련하였도다. 습지의 경계부터 우르, 니푸르, 이스타란 신의 데르를 아슈르와 더불어 지켜냈노라.":7–8
일루-슈마가 남부의 왕들에게 구리를 판매할 수 있었다는 사실은 아수르가 이 시기에 자신과 타인을 모두 부양할 만큼 충분한 구리를 생산하고 있었음을 보여주기 때문에 중요하다. 이 구리가 어디에서 왔는지는 분명하지 않지만, 아마도 아시리아 광부들이 북서쪽의 에르가니까지 긴 여행을 했을 수도 있는데, 후기 문헌에서는 이곳이 중요한 구리 채굴지였다고 설명한다. 그의 비문에 따르면, 일루-슈마는 또한 아수르에 우물을 건설했는데, 이는 수원지이자 도시 성벽 건축용 벽돌을 만드는 데 사용되었다. 일루-슈마의 뒤를 이은 그의 더욱 성공적인 아들, 에리슘 1세(c. 기원전 1974–1934년)는 재위 기간이 나중에 작성된 아시리아 왕들의 재위 기간을 기록한 문서인 아시리아 왕명표에 기록된 최초의 왕이다. 에리슘은 자유 무역의 가장 초기 실험을 시작하여 무역과 대규모 해외 거래를 전적으로 백성들에게 맡겼다. 사원이나 왕 자신과 같은 대규모 기관들도 무역에 참여했지만, 자금 조달은 개인 은행가들이 제공했으며, 그들은 무역 사업의 거의 모든 위험을 감수했지만(거의 모든 이익도 얻었다). 에리슘의 노력으로 아수르는 북부 메소포타미아에서 중요한 무역 도시로 빠르게 자리 잡은 것으로 보인다. 에리슘은 통행료를 부과하여 돈을 벌었으며, 이는 아수르 자체를 확장하는 데 사용되었다. 아슈르 신전은 재건축되고 확장되었고, 아다드 신에게 헌정된 새로운 신전도 건설되었다.
에리슘의 아들이자 후계자인 이쿠눔(c.기원전 1934–1921년)은 아수르 주변의 요새화된 성벽을 재건했으며, 이 작업에는 아수르 자체뿐만 아니라 광범위한 무역 식민지로부터도 은으로 된 재정적 기여가 필요했다. 성벽이 정상적인 마모로 인해 재건되어야 했는지, 아니면 전쟁으로 인해 손상되었는지는 알려져 있지 않다. 이 시기에 팽창주의 정책을 추구하던 남부 도시국가 에쉬눈나와의 갈등으로 인해 손상되었을 가능성도 있다. 어쨌든 수리는 이쿠눔의 아들인 사르곤 1세()의 긴 통치 기간(c. 기원전 1920–1881년)까지 완료되지 않았다. 사르곤의 통치는 아시리아 무역이 절정에 달했던 번영의 시기였던 것으로 보이지만, 그의 아들 푸주르-아슈르 2세(c. 기원전 1880–1873년)와 손자 나람-신(c. 기원전 1872–1829/1819년)의 통치에는 아수르가 외부 적들의 위협을 받았다. 처음에는 에쉬눈나의 이피크-아다드 2세에 의해, 그 다음에는 아수르 근처의 도시인 에칼라툼의 더 성공적이고 위험한 샴시-아다드 1세에 의해 위협받았다.

### 무역 식민지

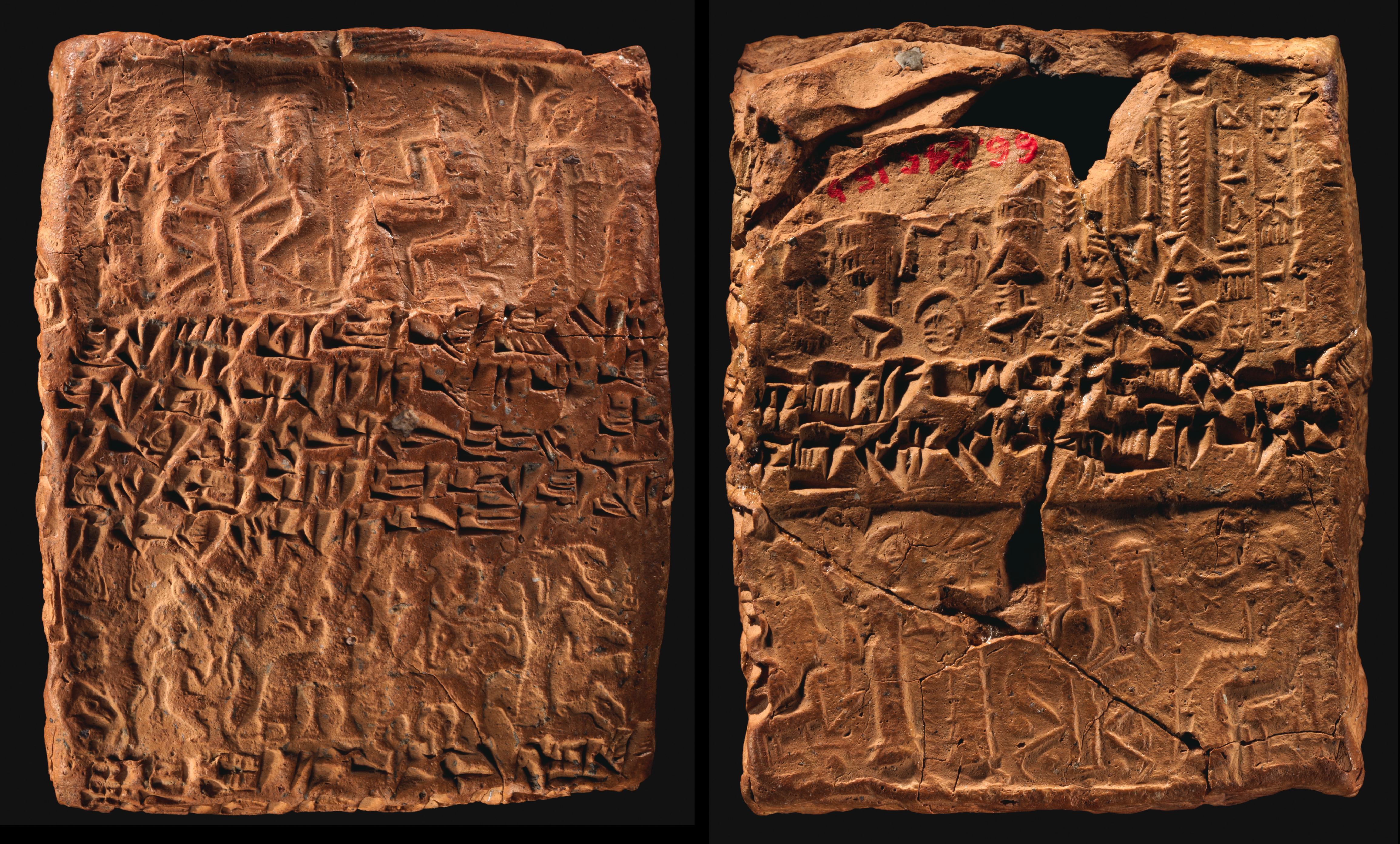
퀼테페에서 발굴된 고아시리아 쐐기 문자 점토판으로, 대출금 상환 기록과 네 개의 다른 원통 인장이 찍혀 있다.

아수르에서 발견된 증거는 부족하지만, 초기 고아시리아 시대의 아시리아 사회와 활동에 대한 풍부한 문서 기록이 남아 있다. 그러나 이 기록들은 아수르나 북부 메소포타미아가 아닌 중앙 아나톨리아에서 발견되었다. 가장 큰 고아시리아 점토판 컬렉션은 현대 카이세리 시 근처의 퀼테페에서 발견되었다. 이 시기 카네시(Kanesh)라는 이름으로 알려진 퀼테페는 자체 왕조가 통치하는 도시국가였다. 퀼테페의 북서쪽에 있는 하층 도시에는 아시리아인들이 무역 식민지, 즉 카룸(karum)을 설립했는데, 이곳에서 두 개의 층(Ib, 기원전 1833–1719년; II, c. 기원전 1950–1836년)이 고고학적으로 조사되었다. 특히 층 II는 약 22,000개의 쐐기 문자 점토판을 보존하고 있어 광범위한 장거리 아시리아 무역 네트워크를 증명한다. 퀼테페의 무역 식민지는 이 네트워크의 핵심 노드였으며, 이 네트워크는 아수르를 중심으로 중앙 아나톨리아와 아마 메소포타미아 전역에 걸쳐 광범위한 소규모 무역소를 가지고 있었다. 이 무역 네트워크는 아시리아인들이 역사 기록에 남긴 첫 번째 주목할 만한 흔적이다. 아수르는 비교적 작고 군사적 성공의 역사가 없음에도 불구하고 무역 네트워크의 중심 위치를 유지할 수 있었다.

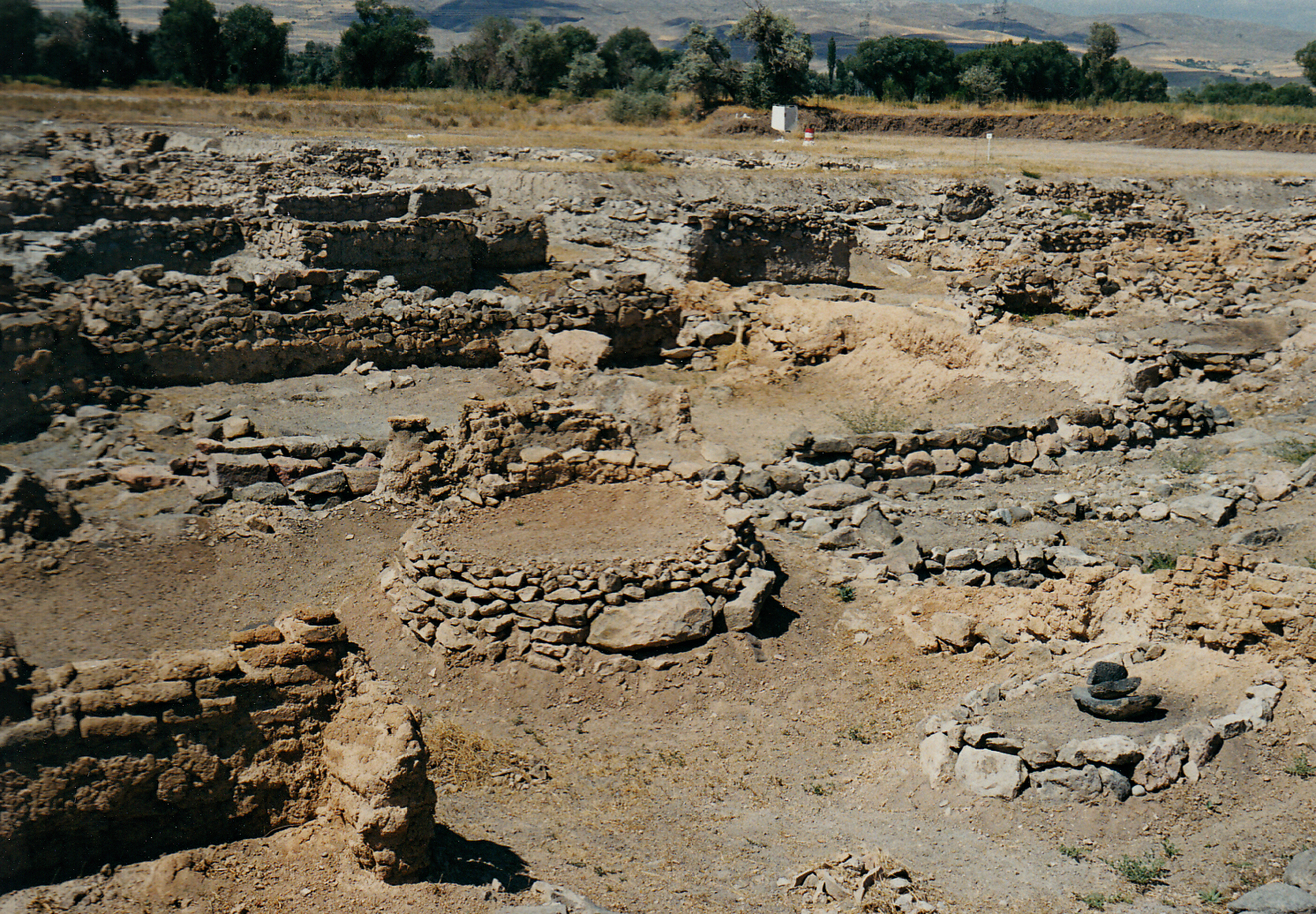
퀼테페의 고아시리아 무역 식민지 발굴 유적

20세기 퀼테페 점토판이 발견된 후, 많은 역사가들은 이것이 아나톨리아까지 뻗어 있는 거대한 "고아시리아 제국"의 증거라고 주장했지만, 오늘날 이 해석은 현존하는 고고학적 및 문헌적 증거를 바탕으로 부정되고 있다. 그러나 초기 무역 네트워크 시대에 아수르에 도달한 문화적 전통이 수세기 후 최초의 아시리아 영토 국가의 부상에 어떤 역할을 했을 가능성은 있다. 퀼테페 무역 식민지에 약 500명에서 800명의 많은 아시리아 상인들이 거주했던 것으로 알려져 있지만, 점토판과 인장을 제외하고는 정착지 자체에서 뚜렷한 아시리아 요소는 발견되지 않는다. 식민지의 가옥은 현지인들의 가옥과 구별되지 않는데, 이는 상인들이 식민주의자가 아니라 현지 유물과 가옥을 사용하는 국외 거주자로서 살았음을 시사한다. 모든 면에서 퀼테페의 아시리아 공동체는 도시의 분리된 성벽 부분에 살지 않고, 오히려 하층 도시의 자신들만의 부분에 살았으며, 그곳에는 현지 아나톨리아인들도 거주했다. 아시리아 식민지는 단순히 무역 정착지가 아니라 도자기 및 금속 물품 생산과 같은 다양한 수공예 생산 활동의 중심지 역할도 했다. 보존된 쐐기 문자 점토판은 아시리아인들이 퀼테페에서 자체적인 행정 구조와 법원을 가지고 있었으며, 따라서 어느 정도 자치권을 행사했음을 보여준다. 퀼테페의 아시리아 법원은 아시리아 법에 따라 판결을 내렸으며, 종종 아수르의 명령, 때로는 왕들 자신이 내린 명령에 따라 결정을 내렸다. 무역 외에도 퀼테페의 쐐기 문자 기록은 상인들의 가족 생활에 대한 통찰력을 제공하는데, 이들은 종종 아수르의 집에 있는 아내들과 서신을 주고받았다. 이 아내들은 많은 경우 무역 식민지에서 판매되는 재료를 수집하거나 조달하는 역할을 담당했다.
퀼테페의 원래 무역 식민지는 c. 기원전 1836년에 불에 탔던 것으로 보이며, 이로 인해 수천 개의 점토판이 보존되었지만, 이후 아시리아 활동이 두 번째 층에서 확인됨에 따라 곧 재건되었다. 총체적으로, 퀼테페 무역 식민지 2층에서 문서화된 무역 기간 동안에만 약 25톤의 아나톨리아 은이 아수르로 운반되었고, 약 100톤의 주석과 100,000개의 직물이 보답으로 아나톨리아로 운반된 것으로 추정된다. 아시리아인들은 또한 가축, 가공품 및 갈대 제품을 판매했다. 많은 경우, 아시리아 식민주의자들이 판매한 재료는 먼 곳에서 왔다. 아시리아인들이 아나톨리아에서 판매한 직물은 남부 메소포타미아에서 수입되었고, 주석은 동쪽 자그로스산맥에서 왔다. 아시리아 상인들은 당나귀 캐러밴을 통해 아수르와 퀼테페 사이의 1,000 킬로미터 (620 마일) 거리를 6주 만에 이동할 수 있었을 것이다. 상인들은 도중에 여러 주와 통치자들에게 도로세와 통행료를 지불해야 했지만, 아시리아인들이 메소포타미아에서 상품을 두 배 또는 그 이상 가격으로 판매했기 때문에 이익은 엄청났다. 아수르의 무역 중심지로서의 중요성은 기원전 19세기에 감소했으며, 이후 아시리아 상인들은 더 겸손한 역할을 수행했다. 이러한 감소는 주로 고대 근동의 국가들과 통치자들 사이의 갈등이 증가하여 전반적인 무역 감소로 이어진 결과일 수 있다.

### 상메소포타미아 왕국

#### 샴시-아다드의 정복

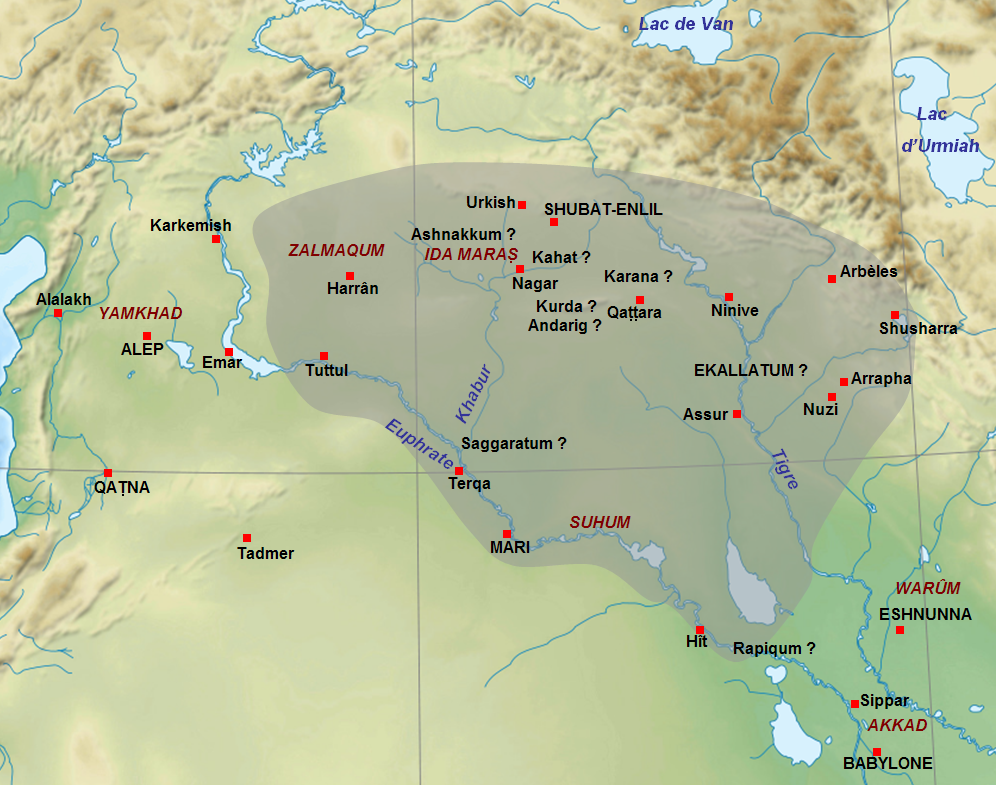
c. 기원전 1776년경 단명했던 상메소포타미아 왕국의 대략적인 영역. 이 왕국은 아모리인 정복자 샴시-아다드 1세가 건설했으며, 그는 푸주르-아슈르 1세가 세운 원래 아시리아 왕조를 폐위시켰다.

기원전 19세기부터 고아시리아 시대 말까지 아수르 도시국가는 종종 더 큰 외국 국가와 제국의 지배를 받았다. 고아시리아 시대 중 가장 역사적으로 잘 기록된 부분은 주로 마리 시 유적에서 발견된 광범위한 기록을 통해 샴시-아다드 1세(c. 기원전 1808–1776년)와 그의 아들들인 이쉬메-다간 1세 및 야스마-아닷의 시기이다. 샴시-아다드(그의 아모리인 언어로는 삼시-아두)는 아모리인 왕으로, 원래 에칼라툼 시를 다스렸으며, 그곳에서 그는 아버지 일라-캅카부후의 뒤를 이어c. 기원전 1835년에 즉위했다. 에쉬눈나의 이피크-아다드 2세의 위협을 받은 샴시-아다드는 몇 년 동안 남부 메소포타미아로 피신했지만, c. 기원전 1811년에 에칼라툼으로 돌아와 그의 경쟁자를 정복했다. 3년 후인 c. 기원전 1808년, 샴시-아다드는 푸주르-아슈르 1세 왕조의 마지막 왕인 나람-신의 아들 에리슘 2세(c. 기원전 1828/1818–1809년)를 폐위시키고 아수르를 점령했다.
에쉬눈나와 아수르를 모두 정복한 후, 샴시-아다드는 광범위한 정복 전쟁을 시작했고, 이는 c. 기원전 1792년에 마리 왕 야크둔림에 대한 그의 승리로 절정에 달했다. 샴시-아다드는 또한 아수르의 북쪽과 동쪽 도시인 아라파, 니네베, 카브라, 아르빌 등을 정복했다. 샴시-아다드가 세운 왕국은 결국 북부 메소포타미아의 대부분을 포함하게 되었고 현대 역사가들에게 상메소포타미아 왕국과 북메소포타미아 제국 등 다양한 이름이 붙여졌다. 이 새로운 왕국을 통치하기 위해 샴시-아다드는 슈바트-엔릴 시에 수도를 세웠고, c. 기원전 1785년에 그의 두 아들을 왕국의 다른 부분들을 자신의 봉신으로서 통치하게 했다. 야스마-아닷은 마리와 주변 지역을, 그리고 연장자인 이쉬메-다간은 에칼라툼, 아수르, 그리고 주변 영토를 통치하게 되었다. 샴시-아다드 왕국 아래에서 아수르는 독자적인 도시로 남아 다른 도시들과의 무역을 계속했을 수도 있다. 현지 무역은 샴시-아다드에게 분명히 중요했는데, 그의 통치 기간 동안 상인들을 감독하는 관리에 대한 기록이 남아 있다. 샴시-아다드는 도시를 재정비하고 아다드와 아슈르의 신전을 재건했지만, 엔릴 신을 위한 성소도 후자에 추가된 것으로 보인다. 도시를 "신들로 가득 찬" 곳이라고 언급하며, 샴시-아다드는 아수르를 존중하고 때때로 그곳에 머물며 종교 의식에 참여했다. 하지만 그는 현지인들의 눈에는 여전히 외국의 정복자였고, 수도를 다른 곳에 두었다. 아수르 대신 슈바트-엔릴을 수도로 삼은 이유는 아수르가 형식적으로는 아슈르 신의 지배를 받으며 강력한 지역 도시 의회를 가지고 있어 권력의 중심지로는 매력적이지 않았기 때문일 수 있다.

#### 왕국의 붕괴

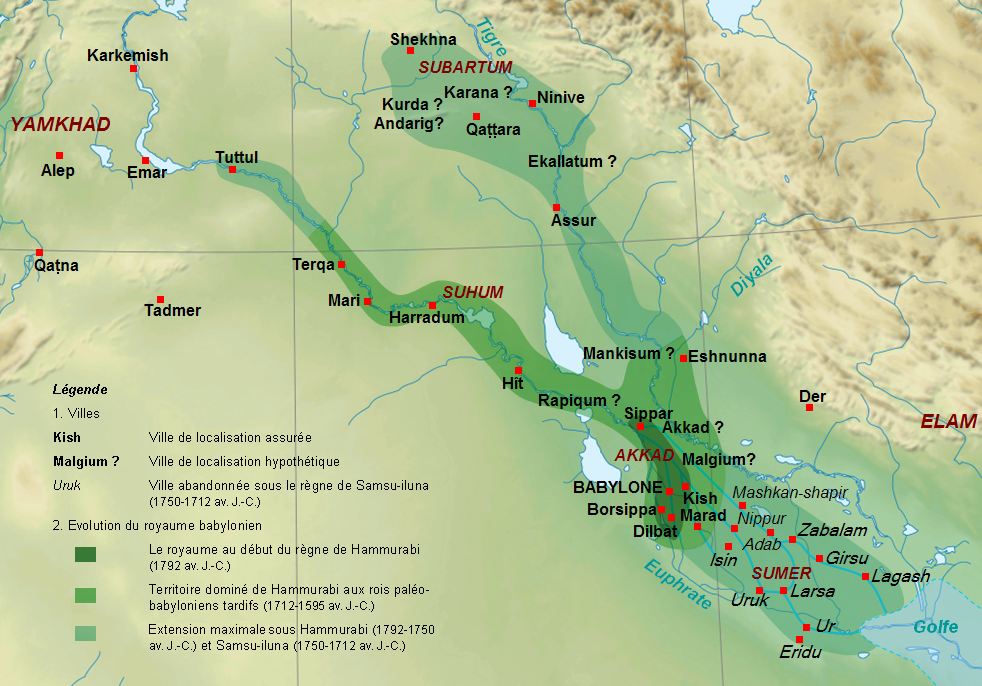
함무라비(c. 기원전 1792–1750년) 통치 하의 고바빌로니아 제국으로, 샴시-아다드 왕국의 붕괴 이후 잠시 아수르를 통치했다.

기원전 18세기, 샴시-아다드의 왕국은 경쟁하는 거대한 왕국들로 둘러싸이게 되었다. 남쪽에서는 라르사, 바빌론, 에쉬눈나의 통치자들이 남부 메소포타미아를 재통일하기 위해 서로 싸웠다. 동쪽에서는 엘람의 통치자들이 메소포타미아 정치에 점점 더 개입했고, 서쪽에서는 얌카드와 카트나에 새로운 왕국들이 생겨났다. 샴시-아다드 왕국의 성공과 생존은 주로 그의 군사적 성공, 힘, 카리스마에 달려 있었다. 주변 왕국들과의 갈등 증가와 샴시-아다드의 c. 기원전 1776년 사망은 왕국의 붕괴로 이어졌다. 마리를 포함하여 이전 왕국의 많은 지역에서 현지 통치자들이 빠르게 권력을 되찾았고, 그곳에서는 짐리-림이 야스마-아닷을 권좌에서 몰아냈다. 샴시-아다드의 연장 상속자인 이쉬메-다간은 에칼라툼만 통제하게 되었고, 그곳에서 통치했으며, 아수르도 마찬가지였다. 이쉬메-다간은 아수르의 종교 의식과 전통을 존중했고, 가끔 도시를 자신의 거주지로 사용했다. 그의 아내 라마시-아슈르는 심지어 아슈르 신의 이름을 따서 명명되었다.
기원전 1772년경, 에쉬눈나의 새 왕 이발-피-엘 2세는 이쉬메-다간의 왕국을 침공하여 아수르, 에칼라툼, 카타레를 점령한 후 샴시-아다드의 옛 수도인 슈부트-엔릴을 장악했다. 이쉬메-다간은 이때 자신의 왕국에서 도망쳐 현재 고바빌로니아 제국이 통치하는 남부 메소포타미아로 피신했다. 이발-피-엘 2세의 침략은 마리의 짐리-림에 의해 결국 격퇴되었고, 이 무렵 아마도 바빌론인들의 도움을 받아 이쉬메-다간은 에칼라툼과 아수르에서 권력을 되찾았다. 몇 년 후, 북부 메소포타미아는 다시 침략당했는데, 이번에는 엘람 군대에 의해 슈부트-엔릴과 다른 도시들도 점령되었다. 이 침략은 마리, 이쉬메-다간, 바빌론 간의 동맹에 의해 격퇴되었고, 그 여파로 이쉬메-다간은 남쪽 영토를 점령하고 에쉬눈나와 조약을 맺음으로써 자신의 입지를 강화했다. 얼마 후 관계가 다시 악화되자 이쉬메-다간은 다시 바빌론으로 피신했다. 아수르와 이쉬메-다간의 나머지 왕국은 곧이어 함무라비(c. 기원전 1792–1750년)가 통치하는 고바빌로니아 제국의 지배를 받게 되었는데, 그는 c. 기원전 1761년에 이 지역을 정복했으며, 자신의 비문 중 하나에서 "나는 백성들을 올바르게 인도했고, 아수르에게 자비로운 보호 정신을 돌려주었다"고 썼기 때문에 아수르와 그 기관들을 존중했던 것으로 보인다.

### 아시리아 암흑기

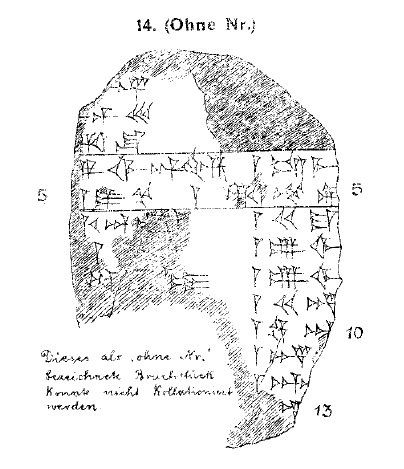
KAV 14의 선화. 이쉬메-다간 1세의 후계자를 그의 후손인 무트-아슈쿠르와 리무시로 기록하고 있는 아시리아 왕명표의 파편적인 버전으로, 이 인물들은 표준 버전의 목록에는 나타나지 않는다.

기원전 18세기에 샴시-아다드 왕국이 붕괴된 후부터 기원전 14세기에 아시리아가 부상하기까지의 기간은 이 시기의 사건들을 명확하게 확립할 충분한 역사적 증거가 부족하기 때문에 현대 학자들에 의해 종종 아시리아 "암흑기"로 간주된다. 이전 고아시리아 시대의 주요 역사 기록원인 북부 메소포타미아와 중앙 아나톨리아의 다른 유적지에서 보관된 문서는 기원전 18세기에 침묵하며, 이 시기의 아수르 왕실 비문과 기록 보관소는 매우 희박하다. 어쨌든 아수르는 어느 시점에 독립적인 도시국가로 돌아온 것이 분명하다.
이 시기의 유일한 실제 포괄적인 자료인 아시리아 왕명표는 이 기간 동안 연속적인 통치자들의 계보를 제시하지만, 적어도 샴시-아다드 사망 이후 수십 년에 대한 그 기록은 분명히 불완전하며, 샴시-아다드의 아모리인 후손들, 토착 아시리아인들, 그리고 후르리인들이 아수르 통치권을 놓고 서로 싸웠던 정치적으로 불확실한 시기를 완전히 반영하지 못한다. 목록의 표준 버전에 따르면, 이쉬메-다간은 40년 동안 통치했으며, 아수르에서는 토착 아시리아의 찬탈자 아슈르-두굴이 그 뒤를 이었다. 마리 기록에 따르면 이쉬메-다간은 아버지 사망 후 11년만 통치했으며, c. 기원전 1765년에 사망했다. 왕명표는 또한 이쉬메-다간 시대에 에쉬눈나, 엘람, 바빌론과 같은 외부 세력에 의한 아수르의 짧은 정복을 언급하지 않는다. 마리 문서와 왕명표의 파편적인 대체 버전은 또한 이쉬메-다간의 뒤를 그의 아들 무트-아슈쿠르가 이었으며, 그 뒤를 리무시가 이었다는 것을 보여준다. 이 왕들이 아수르가 아닌 에칼라툼만을 통치했을 가능성도 있지만, 왕명표에 없는 아시리아 통치자 푸주르-신은 그의 비문 중 하나에서 샴시-아다드의 손자(또는 후손)인 아-시-님을 폐위시키고 아모리인들로부터 아수르를 해방했다고 주장한다. 아-시-님은 일반적으로 고유 명사인 아시눔으로 해석되며, 이 경우 그는 샴시-아다드 왕조의 마지막 아수르 통치자였지만, 대안적으로는 칭호였을 수도 있으며, 이 경우 푸주르-신에 의해 쫓겨난 인물은 리무시 휘하의 지역 총독이었을 수도 있다. 그의 비문에서 푸주르-신은 "외국 혈통"의 통치자를 제거하고 그들의 궁전을 파괴하며 그 자리에 종교적 성소를 세운 것을 자랑스러워한다. 이러한 건설 프로젝트가 이루어지려면 푸주르-신은 최소한 몇 년 동안 아수르에 대한 통제권을 유지할 수 있어야 했다. 아마도 푸주르-신은 왕명표에서 실수로 누락되었거나, 그의 누락은 후대 아시리아인들이 샴시-아다드와 그의 왕조에 대해 변화하는 태도를 반영하는 것일 수도 있다.
푸주르-신 이후 어느 시점에 통치했던 아슈르-두굴은 아시리아 왕명표에 의해 6년의 재위 기간이 부여되었으며, 또한 그의 통치가 여섯 명의 찬탈자들, 즉 아슈르-아플라-이디, 나시르-신, 신-나미르, 입키-이쉬타르, 아다드-살룰루, 아다시에 의해 도전받았다고 명시되어 있다. 이 인물들이 실제로 역사적 인물이었는지, 그리고 실제로 아슈르-두굴에 반대하여 왕을 자처했는지는 불분명하다. 그들의 이름은 아슈르-두굴의 통치 시기의 에포님(즉 림무 관리)과 의심스러울 정도로 유사하며, 따라서 실제로는 왕명표를 작성한 서기관에 의해 라이벌 왕으로 오인된 그의 장군이나 관리였을 수도 있다. 아슈르-두굴의 뒤를 이어 c. 기원전 1700년에 벨-바니가 즉위했으며, 그는 아다시의 아들인 것으로 보인다. 벨-바니는 약 천 년 동안 아시리아를 통치할 아다사이드 왕조를 세웠다. 후대의 아시리아 군주들, 즉 벨-바니의 후손들은 벨-바니를 안정의 회복자이자 자신들의 오래된 왕조의 창시자로 숭배했다. 시간이 흐르면서 그는 거의 신화적인 조상 인물이 되었다. 아다사이드 왕조는 외부에서 유래했으며, 이 가족이 원래 아수르 출신이 아닐 수도 있다. 벨-바니의 손자인 슈-니누아(c. 기원전 1615–1602년)의 이름은 "니네베 출신의 남자"를 의미할 수 있으며 왕조의 왕들 중 샴시-아다드와 이쉬메-다간의 이름이 반복되는 것은 적어도 샴시-아다드 왕조의 부분적인 후손임을 시사할 수 있다. 이름의 반복은 대안적으로는 샴시-아다드가 후대에 위대한 제국 건설자로 숭배되었기 때문으로 설명될 수 있다. 아다사이드 왕조의 초기 왕들은 또한 에리슘과 푸주르-아슈르 자체를 포함하여 푸주르-아슈르 왕조의 통치자들의 이름을 여러 차례 차용했다.
아시리아 왕명표는 샴시-아다드 사망 직후 수십 년 동안은 신뢰할 수 없는 것으로 간주되지만, 벨-바니 이후 아시리아 왕들의 계보와 재위 기간에 대한 기록은 통치자들이 안정적인 왕조 아래 아수르에 확고하게 기반을 두었을 때부터는 보존된 연대기 기록에 기반을 둔 것으로 추정되어 신뢰할 수 있다고 여겨진다. 그러나 통치자들 사이의 정확한 관계는 완전히 신뢰할 수 없을 수도 있는데, 초기 아다사이드 왕조의 계보가 후대 서기관들에 의해 적어도 부분적으로 재구성되었음을 시사하는 증거가 있기 때문이다.

### 아시리아의 부상

의 대략적인 정치 지도. 기원전 1400년. 이 시기 아수르는 미탄니 왕국에 복속되어 있었다.

대부분 히타이트 왕 무르실리 1세가 c. 기원전 1595년에 메소포타미아를 침공하거나 약탈한 것은 아시리아의 후기 발전에 결정적이었다. 이 침공은 당시 메소포타미아의 지배적인 세력이었던 고바빌로니아 제국을 파괴하여 권력 공백을 초래했고, 이는 남쪽의 카시트 바빌로니아 왕국과 북쪽의 후르리인 미탄니 국가의 형성을 이끌었다. 히타이트 침공은 또한 아수르에도 어떤 식으로든 직접적인 영향을 미쳤을 것이지만, 이 문제에 대해 논의하는 현존하는 자료는 없다. 미탄니는 시간이 지나 북부 메소포타미아의 지배적인 세력이 되었지만, 무르실리 1세의 침공 이후 남겨진 권력 공백 속에서 아수르도 잠시 첫 번째 번영기를 맞이했다.
c. 기원전 1520년경부터 c. 기원전 1430년경까지의 아시리아 통치자들은 이전 통치자들보다 지역적으로나 국제적으로나 더 정치적으로 단호했다. 푸주르-아슈르 3세(c. 기원전 1521–1498년)는 동기 역사에 등장하는 가장 초기의 아시리아 왕으로, 아시리아와 바빌로니아 간의 국경 분쟁에 관한 후기 문헌에 따르면, 아시리아가 이 시기에 처음으로 바빌로니아와 외교 및 갈등 관계에 들어섰음을 시사한다. 또한 이 시기 아수르가 도시 자체를 넘어 작은 영토를 통치했음을 보여준다. 기원전 15세기 전반기에는 아시리아 왕들과 이집트 파라오들 사이에 처음으로 선물이 교환되었다는 증거도 있다. 푸주르-아슈르 3세, 그의 직전 두 전임자인 샴시-아다드 3세(c. 기원전 1563–1548년)와 아슈르-니라리 1세(c. 기원전 1547–1522년), 그리고 그의 후계자인 엔릴-나시르 1세(c. 기원전 1497–1485년)의 왕실 비문(푸주르-신 이후로 알려진 첫 왕실 비문)에서 알 수 있듯이, 아수르는 기원전 16세기 후반부터 15세기 초까지 번영기를 겪었음이 분명하다. 이 왕들의 비문은 이쉬타르와 아다드 신전, 그리고 도시 성벽 자체를 포함하여 고아시리아 시대 초기에 건설된 많은 건물들이 그들의 통치 하에 수리, 재건 및 확장되었음을 보여준다. 푸주르-아슈르 3세 아래에서 도시 성벽은 더 넓은 지역을 포함하도록 확장되었는데, 이는 아마도 증가하는 인구를 증명하는 것일 것이다. 후기 문서들은 또한 이 시기에 이전의 "내성" 외에 "새로운 도시" (alu eššu) 건설을 언급한다.
c. 기원전 1430년경, 아수르는 미탄니에 의해 정복되어 봉신국이 되었고, 이 상태는 c. 기원전 1360년까지 약 70년간 지속되었다. 아수르는 미탄니 왕들 아래서 어느 정도 자치권을 유지했는데, 이 시기 아시리아 왕들은 건축 프로젝트를 의뢰하고, 이집트와 무역하며, 바빌론의 카시트인들과 국경 협정을 체결한 것으로 기록되어 있다. 미탄니의 통치를 종식시킨 주된 책임은 또 다른 히타이트 왕인 수필룰리우마 1세에게 있었는데, 그의 기원전 14세기 시리아 지배를 위한 미탄니와의 전쟁은 사실상 미탄니 왕국의 종말을 불러왔다. 투슈라타 미탄니 왕이 수필룰리우마 1세와 싸워야 했을 때, 그는 또한 왕좌를 노리는 경쟁자 아르타마마 2세와도 싸워야 했다. 히타이트와의 전쟁으로 미탄니가 소왕국으로 전락한 후, 아시리아는 그들의 종주국으로부터 벗어났다. 아슈르-우발리트(c. 기원전 1363–1328년) 왕 아래에서 달성된 아시리아의 독립과 아슈르-우발리트의 주변 영토, 특히 티그리스강, 토로스산맥 산기슭, 그리고 어퍼 자브 사이의 비옥한 지역 정복은 고아시리아 시대와 중아시리아 시대 사이의 전환점을 나타낸다. 비록 아수르의 영토 국가로의 변모는 미탄니 통치 마지막 수십 년 동안 이미 시작된 것으로 보이지만 말이다. 아슈르-우발리트 1세는 총독(governor) 대신 왕(king)의 존엄을 주장한 최초의 아시리아 통치자였다. 독립을 달성한 직후, 그는 파라오와 히타이트 왕들의 수준에 버금가는 위대한 왕의 존엄을 주장했다.

## 고고학적 증거

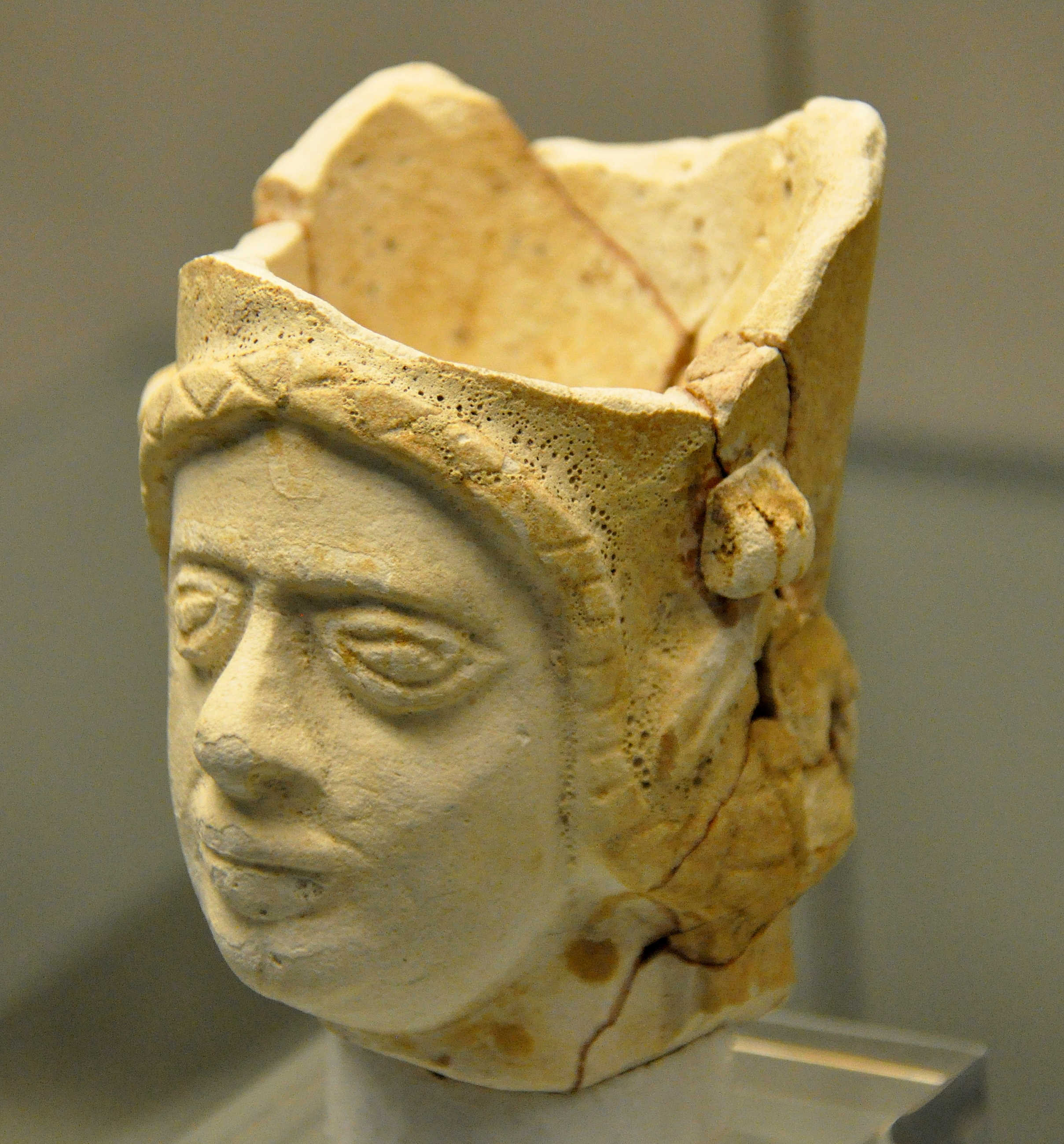
아수르에서 발견된 여성의 머리 모양을 한 음료 용기, 기원전 1500–1200년

퀼테페의 무역 기록 외에는 고아시리아 시대로 거슬러 올라가는 고고학적 발견이 거의 없다. 아수르에서 실질적인 발견이 부족한 것은 아마도 후대 아시리아 왕들이 도시의 일부를 확장하고 재건축하여 원래 고아시리아 건축물의 흔적을 거의 남기지 않았기 때문일 것이다. 아수르에서 현존하는 발견물로는 선행하는 초기 아시리아 시대에 건설된 도시의 이쉬타르 신전(이쉬타르 D로 명명)의 새로운 단계와 초기 궁전이 있다. 새로운 이쉬타르 신전은 34 by 9.5 미터 (112 by 31 ft) 크기였으며, 이전의 신전들보다 훨씬 컸다. 이 신전에는 숭배자들이 옆에서 들어오는 커다란 직사각형의 예배실이 있었다.
아수르의 고아시리아 궁전은 고고학자들에 의해 우르플란 궁전(Urplan Palace)이라 불렸으며, 가로 98미터, 세로 112미터(321.5 x 367.5 미터)에 달하는 거대한 구조물로, 여러 개의 작은 안뜰로 둘러싸인 거대한 중앙 안뜰을 포함하고 있었지만, 완공되지 못한 것으로 보인다. 건설은 기초 도랑을 파는 수준을 넘어서지 못한 것으로 보이지만, 일부 희박한 증거에 따르면 이 기초 도랑 중 일부는 나중에 샴시-아다드 1세 통치 시기의 잘 알려지지 않은 건설 프로젝트에 재사용되었다고 한다.
아수르의 비기념비적인 건물에 대한 증거는 거의 남아 있지 않다. 단 한 채의 가옥도 발굴되지 않았고, 시민들의 개인 기록 보관소도 발견되지 않았다. 그러나 기원전 2500년에서 1500년 사이로 추정되는 70개 이상의 무덤이 이 유적지에서 알려져 있다. 무덤은 디자인과 매장된 시신의 수에서 차이를 보이며, 구덩이, 큰 도기, 돌이나 흙벽돌로 지붕을 얹은 무덤에 안치된 시신을 포함한다. 특히 아치형 무덤은 나중에 저명한 아시리아 가족들이 자신들의 집 아래에 시신을 집단으로 매장하는 데 사용되었다는 점에서 중요하며, 이는 이것이 오랫동안 지속된 아시리아 전통이었음을 보여준다. 여러 무덤에는 보석, 인장, 돌 조각, 무기 등 풍부한 장례 선물이 포함되어 있다.

## 통치

### 왕권과 행정
고아시리아 시대의 아수르는 여러 면에서 과두제였으며, 왕은 도시 정치에서 유일한 주요 인물은 아니었지만 영구적인 관리였다. 후기 아시리아 시대와 달리, 고아시리아 시대의 아시리아 왕들은 전제군주 (즉, 단독 권력을 가진 통치자)가 아니었다고 여겨진다. 대신 그들은 도시의 신인 아슈르의 청지기 역할을 했고, 이 시기 아수르의 주요 행정 기구였던 알룸(도시 의회) 회의를 주재했다. 고아시리아 시대의 왕들은 주로 의회의 행정관이자 의장 역할을 한 것으로 보인다. 퀼테페의 문서에는 "도시"(즉, 도시 의회)가 사법 문제에서 판결을 내렸다는 언급이 자주 발견된다. 그러나 문서에는 통치자들이 "헌법 전문가"로 여겨졌기 때문에 법률 자문을 위해 자주 찾아졌다는 기록도 있다. 아시리아 왕들 자신은 이쉬시'아크(Išši'ak)라는 칭호를 사용했지만, 아수르 시민들은 종종 그들을 루바움("위대한 자")이라고 불렀는데, 이는 분명히 권위와 프리무스 인테르 파레스(동등한 자들 중 첫째)의 지위를 나타낸다. 같은 칭호가 아시리아인들이 무역하던 아나톨리아의 왕들을 지칭하는 데 사용되었기 때문에, 이는 그들의 왕이 왕족적인(단순히 시민적 또는 종교적인 것이 아닌) 인물로 이해되었음을 보여준다.
도시 의회의 구성은 알려져 있지 않지만, 일반적으로 도시에서 가장 강력한 가족 구성원들로 구성되어 있었다고 믿어진다. 그들 중 다수는 상인이었다. 에리슘 1세 시대부터는 시민들 중에서 매년 림무 관리가 선출되었다. 림무 관리는 상당한 집행 권한을 가졌고, 그 해의 이름을 자신의 이름으로 사용했으므로, 그 해의 모든 행정 문서에 그들의 이름이 나타났다. 왕들은 보통 재위 첫 해에 림무 관리를 맡았다. 도시 의회는 아슈르 신전 뒤의 "계단 문"(mušlālum) 안에 있는 "성스러운 구역"(ḫamrum)에서 회의를 소집했다고 묘사된다. 맹세도 행해졌던 이 성스러운 장소에는 일곱 개의 신성한 재판관 상이 있었다. 다른 경우에는 의회가 텍스트에서 "시청"(bēt ālim)이라고 불리는 건물에서 회의를 소집했을 수도 있다. 시청은 림무 관리에 의해 운영되었으며, 세금과 벌금을 징수하여 도시의 재정을 관리하고, 보리나 귀금속과 같은 특정 상품을 판매하는 공공 창고 역할도 하는 중요한 기관이었다. 청금석이나 철과 같은 일부 상품에 대해서는 시청이 지역적인 독점권을 가졌던 것으로 보인다. 퀼테페에서 발견된 문서들은 이 시기 현지 법원, 그리고 아마도 아수르의 도시 의회 판결도 다수결로 이루어졌음을 보여준다. 의회는 먼저 세 그룹으로 나뉘었고, 만장일치에 도달하지 못하면 다시 일곱 그룹으로 나뉘었다. 몇몇 텍스트에서 "장로들"이라고 불리는 의회 내의 소규모 그룹이 최종 판결을 내렸을 수도 있다.
아수르는 샴시-아다드 1세 아래에서 처음으로 더 전제적인 형태의 왕권을 경험했는데, 그는 고아시리아 시대 아수르의 통치자 중 šarrum(왕)이라는 칭호를 사용한 최초의 인물이었으며 "우주의 왕"이라는 칭호도 사용했다. 샴시-아다드는 그의 더 절대적인 왕권을 고바빌로니아 제국의 통치자들에게서 본뜬 것으로 보인다. 아수르에서 발견된 그의 왕실 비문 중 하나에서 샴시-아다드는 "우주의 왕, 아수르 신전의 건설자, 티그리스강과 유프라테스강 사이 땅의 평화 유지자"라는 완전한 칭호를 사용했다. 일부 비문과 인장에서는 이 칭호 앞에 "엔릴의 임명자" 또는 뒤에 "아슈르의 사랑받는 자"가 붙기도 했다. 건축 프로젝트에 사용된 비문이 새겨진 벽돌에서는 샴시-아다드가 아수르에게 더 전통적인 ensí(아시리아 이쉬시'아크의 수메르어 버전) 칭호를 사용하며 겸손한 태도를 보였다. 샴시-아다드 아래에서 아시리아인들은 신뿐만 아니라 왕에게도 맹세했다. 이러한 관행은 그의 사망 이후에도 이어지지 않았다.

### 왕실 인장
고대 메소포타미아에서 왕실 인장은 왕의 관직 도장이자 개인 인장 역할을 했다. 푸주르-아슈르 왕조의 왕들의 인장은 네 개만 알려져 있는데, 에리슘 1세(두 개), 사르곤 1세, 나람-신의 인상(impressions)을 통해서만 알려져 있다. 아수르의 도자기 항아리에서 발견된 에리슘의 인장 하나를 제외하고는 모두 퀼테페에서 발견된 쐐기 문자 점토판에서 유래했다. 알려진 푸주르-아슈르 왕조 왕들의 인장은 내용 면에서 텍스트와 그림 모두 매우 일관성이 있다. 인장의 비문은 모두 왕의 이름, 이쉬시'아크 아슈르(Išši'ak Aššur)라는 칭호, 그리고 그가 이전 왕의 아들임을 명시하는 추가 텍스트를 포함한다. 고아시리아 시대의 다른 비왕실 아시리아인들의 인장과 비교할 때, 모티프 자체는 — 민머리 남자의 손을 잡고 테두리가 있는 둥근 머리 장식을 한 앉아 있는 통치자에게 이끄는 여신 — 그다지 독특하지 않으며 다른 인장에도 나타난다. 다른 인장과 비교할 때 독특한 점은 묘사된 네 명의 주요 인물 사이에 "채우는 인물"이 없어서 그들 사이의 공간이 더 넓어 보이고 인물 자체가 더 돋보인다는 것이다.
예술 작품과 배치 면에서 푸주르-아슈르 왕조의 인장은 우르 제3왕조 왕들의 인장을 연상시키지만, 앉아 있는 통치자 뒤에 두 번째 여신이 존재한다는 점과 같은 눈에 띄는 차이점이 있다. 이는 우르 제3왕조 인장과 고아시리아 시대 비왕실 아시리아인들의 인장 모두에서 매우 드문 모티프이다. 우르 제3왕조 인장에서는 앉아 있는 통치자가 우르의 신성한 왕이었지만, 아수르의 통치자들은 신성시되지 않고 아수르의 진정한 왕인 아슈르 신의 종으로 여겨졌기 때문에 이러한 의미는 이념적으로 문제가 되었을 것이다. 푸주르-아슈르 왕조의 인장에 있는 앉아 있는 인물이 아슈르 신으로 해석되어야 하며, 여신에 의해 그 앞에 이끌려 오는 민머리 종은 아시리아 왕으로 해석되어야 할 가능성이 있다. 앉아 있는 인물이 신성함을 나타내는 다른 시각적 표식(뿔이나 다른 비인간적 신체 특징)을 가지고 있지는 않지만, 상징성만으로도 고아시리아인들은 아슈르 외에는 누구에게도 신학적으로 적용할 수 없었다.
샴시-아다드 1세는 그의 더 절대적인 왕권에서 푸주르-아슈르 왕조의 왕실 이념의 특정 측면을 유지했으며, 아수르에서 발견된 그의 왕실 인장에서는 이러한 전통의 혼합을 볼 수 있다. 비문에는 "샴시-아다드, 아슈르의 사랑받는 자, 이쉬시'아크 아슈르, 일라-캅카부의 아들"이라고 명시되어 있어 푸주르-아슈르 왕조 왕들의 비문과 유사하지만, 샴시-아다드 자신의 시각적 묘사는 눈에 띄게 달랐다. 테두리 있는 머리 장식, 수염, 한 손을 올리고 다른 손을 몸에 가깝게 한 모습으로 묘사된 샴시-아다드는 그의 인장에서 아수르의 이전 통치자들보다 고바빌로니아 제국의 통치자들과 더 유사하다. 그의 인장 중앙 부분은 현존하는 모든 인상들의 파편적인 특성 때문에 알려져 있지 않아, 그곳에 앉아 있는 인물이 묘사되었는지 여부를 판단할 수 없다.

## 사회

### 인구와 문화

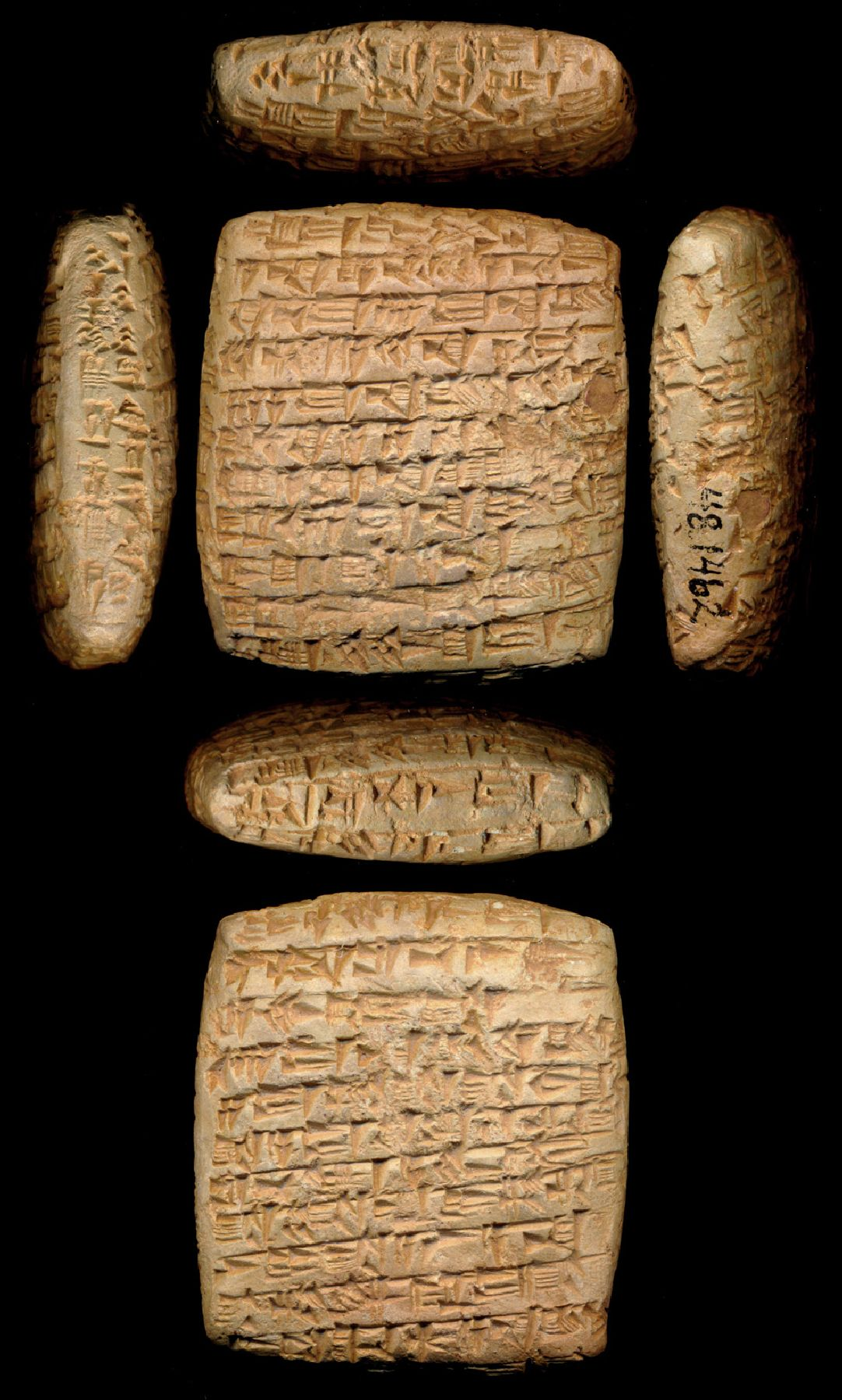
퀼테페에서 발견된 귀금속 무역에 관한 고아시리아 서신

고아시리아 시대 아수르의 독특한 매장 관습은 이 시기에 이미 독특한 아시리아 정체성이 형성되었음을 시사한다. 매장, 복장 규정, 음식과 같은 문화적 관습은 일반적으로 민족 및 문화적 정체성의 형성 및 유지에 중요하다. 아마도 초기 도시국가의 독특한 정체성은 무역 네트워크를 통한 외국인과의 빈번한 접촉으로 강화되었을 것이다. 푸주르-아슈르 왕조의 한 왕이 내린 판결은 "아시리아인들은 서로 금을 팔 수 있지만, 석비의 말에 따라 어떤 아시리아인도 아카드인이나 아모리인 또는 수바리인에게 금을 주어서는 안 된다"고 결정했는데, 이는 아시리아인들이 자신들을 독특한 집단으로 보았음을 보여준다. 아수르 자체에서 개인 생활에 관한 고아시리아 증거는 결혼 계약서와 유언장 몇 개로 제한적이지만, 퀼테페에서 발견된 광범위한 고아시리아 쐐기 문자 기록은 무역 네트워크에서 상인들의 참여뿐만 아니라 퀼테페와 아수르 집에서의 일상생활도 기록하고 있다.
고아시리아 시대에는 남녀 간의 법적 구분이 없었으며, 그들은 거의 동일한 법적 권리를 가졌다. 남녀 모두 동일한 벌금을 지불해야 했고, 재산을 상속받을 수 있었으며, 무역에 참여하고, 주택과 노예를 사고 팔았으며, 자신들의 유언장을 작성하고, 배우자와 이혼할 수 있었다. 사회는 대신 두 가지 주요 집단으로 나뉘었다. 노예(subrum)와 자유 시민으로, awīlum("남자들") 또는 DUMU Aššur("아슈르의 아들들")이라고 불렸다. 자유 시민 중에서도 도시 의회의 rabi("큰") 회원과 ṣaher("작은") 회원으로 구분이 있었다.

#### 고아시리아 가족
고아시리아 시대 아수르에서의 결혼은 예비 신랑이나 그의 가족과 예비 신부의 부모 사이에서 결정되고 주선되었다. 일반적으로 결혼은 신부가 성인이 되는 시기에 이루어졌다. 결혼 선물은 관습적이었고, 일부 문헌에서는 선물이 주어지지 않으면 약혼이 파기되었다고 언급한다. 신부에게 주어진 지참금은 남편의 것이 아니라 신부의 것이었으며, 그녀의 사망 후 자녀들에게 상속되었다. 결혼이 완료된 후, 아내들은 남편과 함께 살았고, 남편은 아내들에게 의복과 음식을 제공할 의무가 있었다. 결혼은 일반적으로 일부일처제였지만, 남편은 결혼 후 2~3년 동안 아내가 자녀를 낳지 못했을 경우 상속인을 얻기 위해 여성 노예(때로는 아내가 선택)를 살 수 있었다. 그러나 이 여성은 노예로 남았으며, 결코 두 번째 아내로 간주되지 않았다. 고아시리아 가족들은 때때로 유모 (mušēniqtum)를 고용했고, 그들은 자신의 일에 대한 대가를 받았다. 어머니가 사망하면 어린 자녀들은 다른 가족 구성원, 예를 들어 어머니나 남편의 조부모 또는 숙모와 삼촌의 보살핌을 받았다. 남녀 자녀는 다르게 양육되었다. 소녀들은 일반적으로 어머니와 함께 살며 방직과 직조를 배우고 일상적인 일을 도왔지만, 소년들은 스승에게 읽고 쓰는 법을 배우고 종종 아버지와 함께 아나톨리아로 가서 무역을 배웠다. 맏딸은 때때로 여신관으로서 신(아마도 아슈르)에게 봉헌되었다. 봉헌된 여성은 결혼이 허용되지 않았지만 경제적으로 독립적인 존재가 되었다.

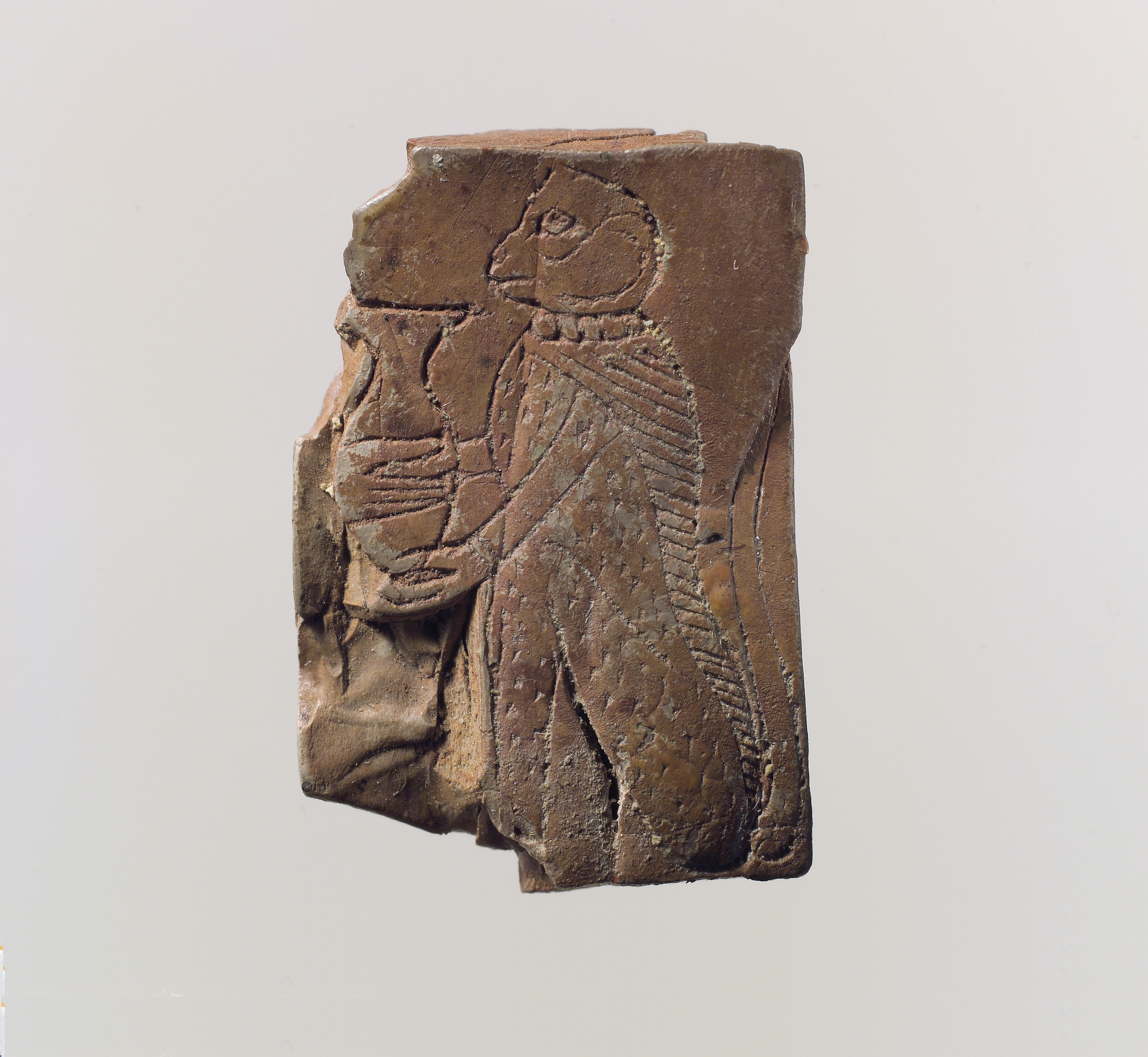
퀼테페의 고아시리아 무역 식민지에서 발견된 원숭이 모양의 가구 부속품

오랜 무역 여행 동안 아시리아 상인들의 아내들은 종종 아수르의 집에 홀로 머물며 가정을 관리하고 자녀를 양육했다. 종종 그들은 가장으로서 음식과 물품을 모으고, 집을 수리하고, 자녀들에게 옷을 제공하는 일을 감독해야 했다. 때때로 그들은 시댁 식구들과 함께 살아야 했고, 항상 성공적이지는 않았다. 아나톨리아의 아시리아 상인들은 오랫동안 집을 비울 수 있었기 때문에 아나톨리아에서 두 번째 아내를 얻는 것이 허용되었다. 이러한 arrangement에는 두 아내가 같은 지위를 가질 수 없고(하나는 aššatum, "본처", 다른 하나는 amtum, "두 번째 아내"여야 했다), 같은 지역에 살 수 없으며(하나는 아수르, 다른 하나는 아나톨리아에 살아야 했다), 아수르와 아나톨리아 사이의 무역소 중 한 곳에서 세 번째 아내는 허용되지 않는다는 규칙이 있었다. 두 아내 모두 음식, 나무, 주거지를 제공받아야 했다. "두 번째 아내"에게서 태어난 자녀는 "본처"의 자녀보다 상속권이 적었을 수도 있다.
남아있는 기록에 따르면 대부분의 이혼은 합의에 의한 것이었으며 사적인 논의와 합의를 통해 이루어졌다. 이혼 시 부과되는 높은 벌금(최대 5 미나의 은)은 남편과 아내 모두가 지불해야 했으며, 둘 다 이혼 후 재혼할 수 있었다. 남자가 아내를 싫어하게 되면 그녀를 친정으로 돌려보낼 수 있었지만, 보상금을 지불해야 했다. 아내가 어떤 식으로든 나쁜 행동을 했다면, 남편은 그녀의 소유물을 박탈하고 쫓아낼 수 있었다. 아나톨리아에서의 두 번째 아내와의 이혼은 아수르 자체에서의 이혼보다 더 흔했으며, 이는 남편이 무역에서 은퇴하고 아수르에 영구히 머무르는 경우에 발생했다. 이러한 경우 남편은 자녀를 데려갈지 여부를 결정해야 했고, 데려가는 자녀의 수에 따라 특정 금액을 지불해야 했다. 남편이 사망하면, 그의 자녀들이 그의 재산을 상속받고 어머니를 보살펴야 했다. 자녀가 없으면 아내는 자신의 지참금을 유지하고 재혼할 수 있었다. 남편이 유언장을 남겼다면 아내도 그의 재산과 유산을 상속받을 수 있었다. 남자가 미지급 부채를 남기고 사망한 경우, 그의 아들들이 상속을 받기 전에 부채를 갚을 책임이 있었다. 딸들은 미지급 부채에 대한 책임이 없었다. 아들딸 모두, 특히 아들들은 노부모를 돌볼 책임이 있었고, 부모가 사망한 후에는 장례식을 주최하고 비용을 지불할 책임도 있었다. 장례식이 끝나면 장기간의 애도 기간이 있었다. 고인은 고대 메소포타미아 지하세계에서 유령으로 살아남아 자손들의 꿈에 나타날 수 있다고 믿었다. 돌아가신 가족 구성원들은 종종 기도와 제물로 기려졌는데, 이는 그들이 일반적으로 자손과 친척의 집 아래에 매장되었기 때문에 더 쉽게 행해질 수 있는 관행이었다.

#### 노예 제도

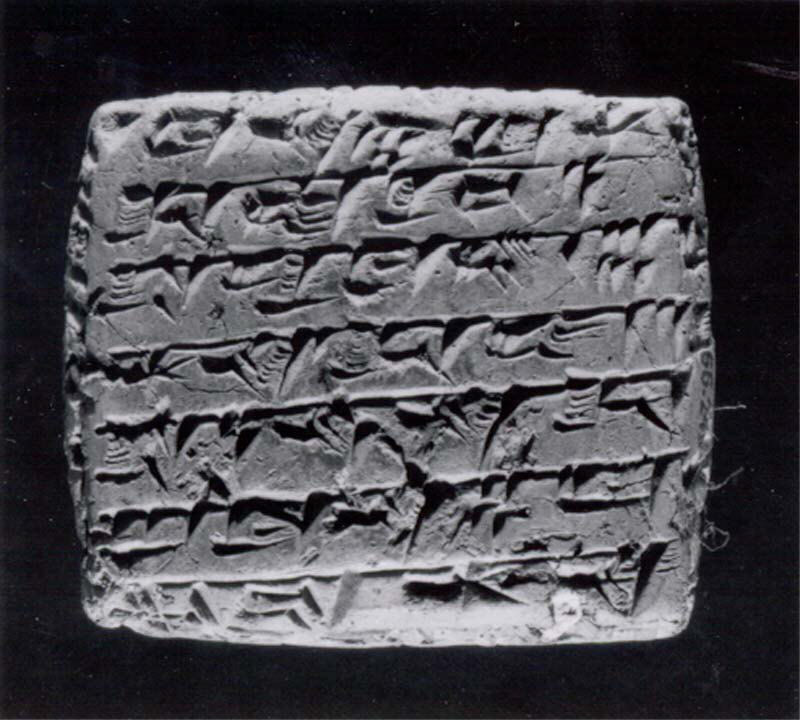
퀼테페에서 발견된 캐러밴 경비를 기록한 고아시리아 쐐기 문자 점토판

노예 제도는 고대 근동의 거의 모든 사회에서 중요한 부분이었다. 아카드어에서는 노예를 지칭하는 여러 용어가 사용되었는데, 일반적으로 wardum이었지만, 이 용어는 혼란스럽게도 (자유로운) 공무원, 수행원 및 추종자, 병사 및 왕의 신하를 지칭하는 데도 사용될 수 있었다. 고아시리아 문헌에서 wardum으로 지정된 많은 개인들이 재산을 관리하고 주인을 대신하여 행정 업무를 수행하는 것으로 묘사되기 때문에, 실제로는 많은 사람들이 자유로운 하인이었을 수 있으며 일반적인 의미의 노예가 아니었을 수 있다. 그러나 상당수의 wardum이 사고 팔렸다는 기록도 남아 있다. 노예를 지칭하는 다른 모든 용어들도 다른 문맥에서 이차적 또는 대안적 의미를 가졌다. 예를 들어, subrum(노예 집단을 지칭하는 데 사용됨)이라는 용어는 도구나 가축을 의미할 수도 있었고, amtum(여성 노예를 지칭하는 데 사용됨)이라는 용어는 두 번째 아내를 지칭하는 단어와 동일했다. wardum의 동의어로 때때로 사용되었던 또 다른 용어는 ṣuḫārum(여성형은 ṣuḫārtum)이었지만, 이 단어는 아이를 지칭하는 데도 사용될 수 있었다.
고바빌로니아 문헌에는 노예의 지리적 및 민족적 기원에 대한 언급이 자주 나오지만, 고아시리아 문헌에는 단 한 번만 노예 소녀가 수바라이인이라고 명시적으로 언급된 사례가 있어, 이러한 측면이 그다지 중요하게 여겨지지 않았음을 시사한다. 노예는 크게 두 가지 유형이 있었다. 주로 납치되거나 전쟁 포로로 잡힌 외국인 노예인 동산 노예와, 빚을 갚지 못해 노예가 된 자유인 노예였다. 많은 동산 노예는 원래 채무 노예였지만 상환 권리를 잃은 아나톨리아인들이었다. 어떤 경우에는 아시리아 아이들이 부모의 빚 때문에 당국에 의해 압수되어 부모가 빚을 갚지 못하자 노예로 팔리기도 했다. 노예 여성에게서 태어난 아이는 자동으로 노예가 되었다. 단, 다른 합의가 이루어진 경우는 예외였다.
여러 명의 노예를 소유하는 것은 여러 채의 집을 소유하는 것과 마찬가지로 부의 상징으로 여겨졌다. 평균적으로 남자 노예는 30 셰켈, 여자 노예는 20 셰켈이었다. 일반적으로 아수르에 주요 무역 식민지가 있던 아나톨리아 출신 노예가 메소포타미아 출신 노예보다 가격이 저렴했다. 노예는 남녀 모두 소유했으며, 많은 여성이 자신의 노예를 구매하고 상속받는 것으로 기록되어 있다. 여성 노예는 청소, 식사 준비, 자녀 양육 등 주인을 돕는 일을 맡았다. 때로는 남성들이 여성 노예와 성관계를 맺었고, 불임 주인들을 위해 임신하여 출산하도록 강요받기도 했다. 일부 남성 노예는 무역 캐러밴의 인력으로 국제 무역에 종사했다. 아수르의 주요 기관, 예를 들어 시청과 아슈르 신전은 노예를 소유했으며, 이들은 다양한 유지보수 업무에 사용되었다. 노예는 때때로 빚을 갚기 위해 팔렸으며, 때로는 빚에 대한 담보로 당국에 의해 강제로 압수되기도 했다.

#### 경제와 무역

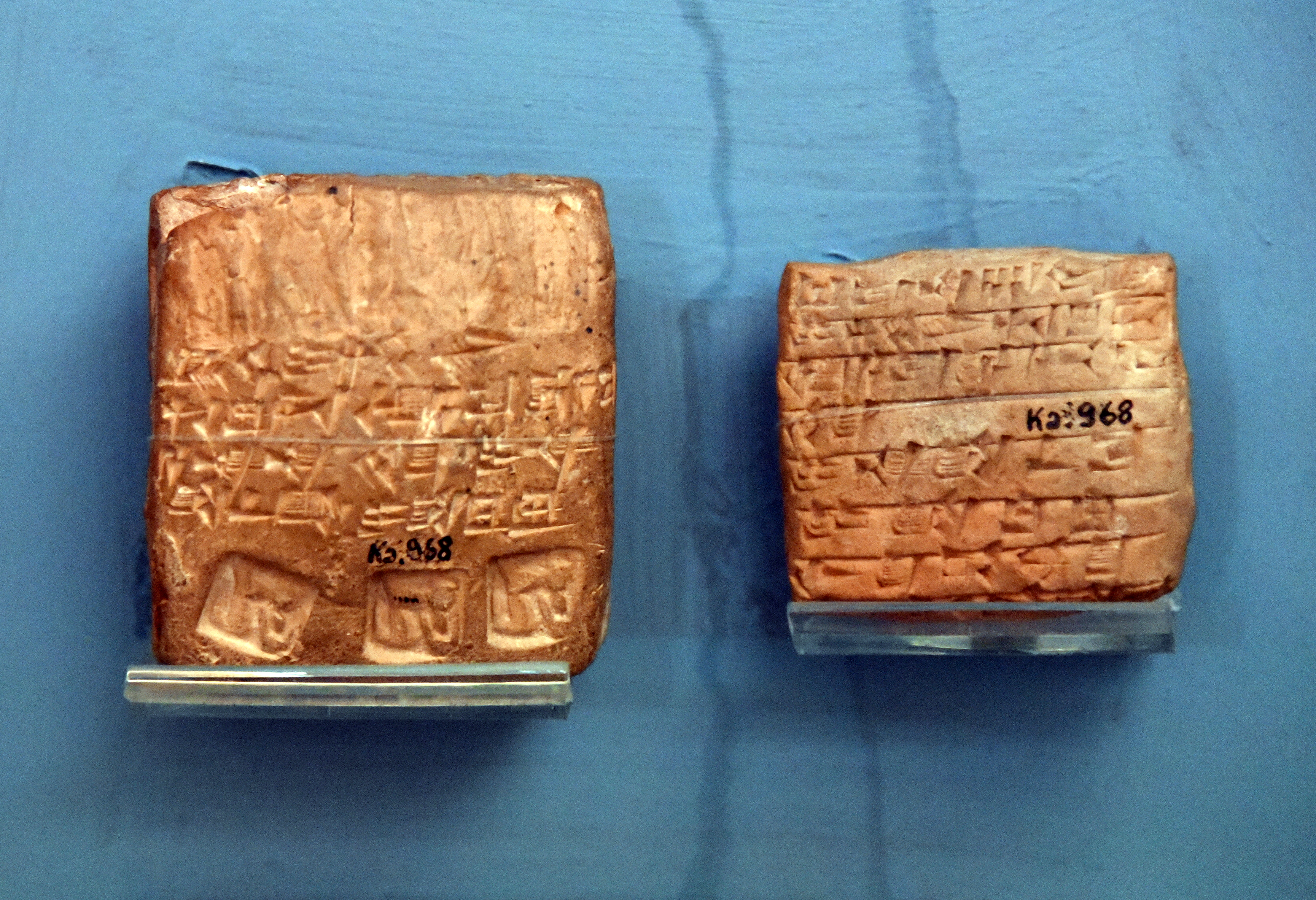
퀼테페에서 발견된 은에 대한 법적 채무증서가 담긴 고아시리아 쐐기 문자 점토판

고아시리아 인구의 상당 부분이 국제 무역에 종사했던 것으로 보이며, 이는 주로 가족 사업 중심으로 조직되었다. 각 가족 구성원은 특정 업무를 수행했으며, 많은 전문적인 관계는 가족 유대에 기반을 두었다. 이는 사업체를 지칭하는 데 사용되는 어휘에도 반영되어 있다. 종종 아수르에 머물며 무역 식민지로 여행하지 않는 사장은 일반적으로 아붐("아버지")이라고 불렸고, 파트너는 아훔("형제들"), 직원은 추하루(어린 가족 구성원)라고 불렸다. 사업체는 종종 베툼("집")이라고 불렸다. 고용 계약 및 기타 기록에서 알 수 있듯이, 무역에는 짐꾼, 안내원, 당나귀 운전자, 대리인, 상인, 제빵사, 은행가 등 다양한 직업의 사람들이 참여했다. 가족 경영 사업에서는 보통 맏아들이 퀼테페와 다른 무역 식민지로 이동하고 아버지는 집에 머물렀다. 다른 아들들이 있다면 그들도 식민지에 정착할 수 있었고, 종종 물품 운송을 돕기도 했다. 여성들도 사업에 참여했는데, 특히 남성 친척들이 판매할 직물을 짜는 역할을 했다. 여성들은 이 직물에 대한 금이나 은 대금을 직접 받았으며, 많은 거래에서 남편과 형제를 대리할 수 있었다. 아들들은 아버지 사망 후 아버지의 사업을 상속받거나 자신들의 사업을 시작할 수 있었다.
퀼테페에서 발굴된 가장 흔한 쐐기 문자 점토판 중 일부는 아시리아 공동체 내부 또는 아시리아 상인과 현지인 사이의 대출 계약서이다. 비상업적 대출은 종종 소량의 은으로 구성되었으며 이자가 붙었다. 아시리아인에게는 연 30%의 이자가 붙었지만, 무역 식민지의 현지인에게는 더 높았다. 대출은 보통 단기간, 일반적으로 1년 이내에 상환되어야 했으며, 성공적인 상환은 대출 계약자가 대출을 기록한 쐐기 문자 점토판을 반환하고 때로는 영수증도 함께 반환하는 것으로 표시되었다.

#### 요리와 식단

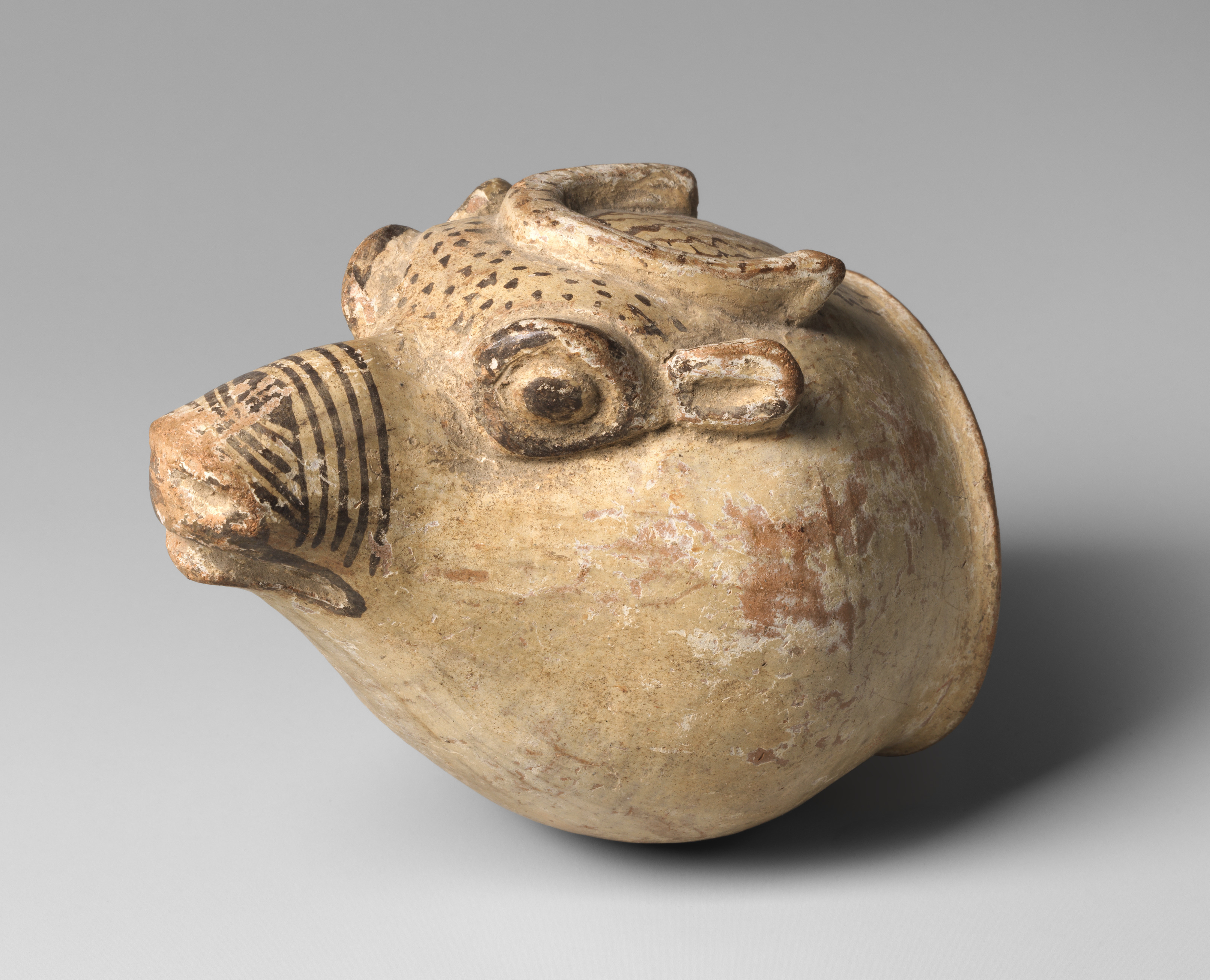
퀼테페에서 발견된 숫양 머리 모양의 고아시리아 음료 용기

고아시리아 시대 아수르 시민들이 무엇을 먹었는지에 대한 증거는 매우 제한적이며, 아내들이 보리를 사고 빵과 맥주를 준비한다는 편지 몇 군데에만 언급되어 있다. 대체로 음식은 여성들이 준비했다. 음식에 대한 더 자세한 기록은 퀼테페의 쐐기 문자 기록에서 얻을 수 있는데, 이는 빵과 맥주가 주요 음식 및 음료 제품이었음을 보여준다(물도 마찬가지였지만, 이는 당연한 것으로 여겨져 문서에 거의 언급되지 않는다). 두 가지 종류의 빵이 섭취되었는데, 사워도우 빵과 물과 곡분으로만 만든 빵이었다. 동물성 지방과 참기름은 때때로 요리에 사용되었다. 맛을 더하기 위해 벌꿀이 때때로 감미료로 첨가되었고, 흔한 허브와 향신료로는 소금, 쿠민, 고수, 머스터드가 있었다. 고기도 먹었는데, 종종 구워지거나 스튜에 들어갔으며, 아시리아인들이 양, 소, 돼지, 새우, 생선을 먹었다는 기록이 있다. 동물들은 종종 집에서 도살되었지만, 아수르나 여행 경로를 따라 상인들로부터 미리 손질된 고기를 구매하는 것도 가능했다.
맥주와 물이 주된 음료였음에도 불구하고, 남아있는 문헌들은 와인에 대한 큰 애정을 보여준다. 와인은 사치품으로 여겨졌으며, 아시리아어로 케라눔(kerānum) 또는 드물게 카라눔(karānum)이라고 불렸다. 와인은 주로 카파도키아에서 재배된 포도로 만들어졌지만, 남부 아나톨리아나 유프라테스강 또는 토로스산맥을 따라 있는 특정 지역과 같은 다른 공급원도 있었다. 맥주를 마실 때 아시리아인들은 일반적으로 으깬 보리로 만든 맥주빵도 함께 먹었다. 특정 상황에서는 맥주 섭취가 공식화된 것으로 보인다. 퀼테페에서 발견된 쐐기 문자 문헌은 고아시리아 상인들이 동물을 사거나, 여행을 마치거나, 강을 건너거나, 중요한 관리들과 회의를 주선할 때 맥주를 구매하고 소비했음을 나타낸다. 또한 경비원과 통행료 관리들은 돈뿐만 아니라 맥주와 같은 선물을 정기적으로 받았음이 분명하다. 와인은 신에게 맹세할 때와 같은 일부 의식적 맥락에서 소비된 것으로 보인다.

### 언어

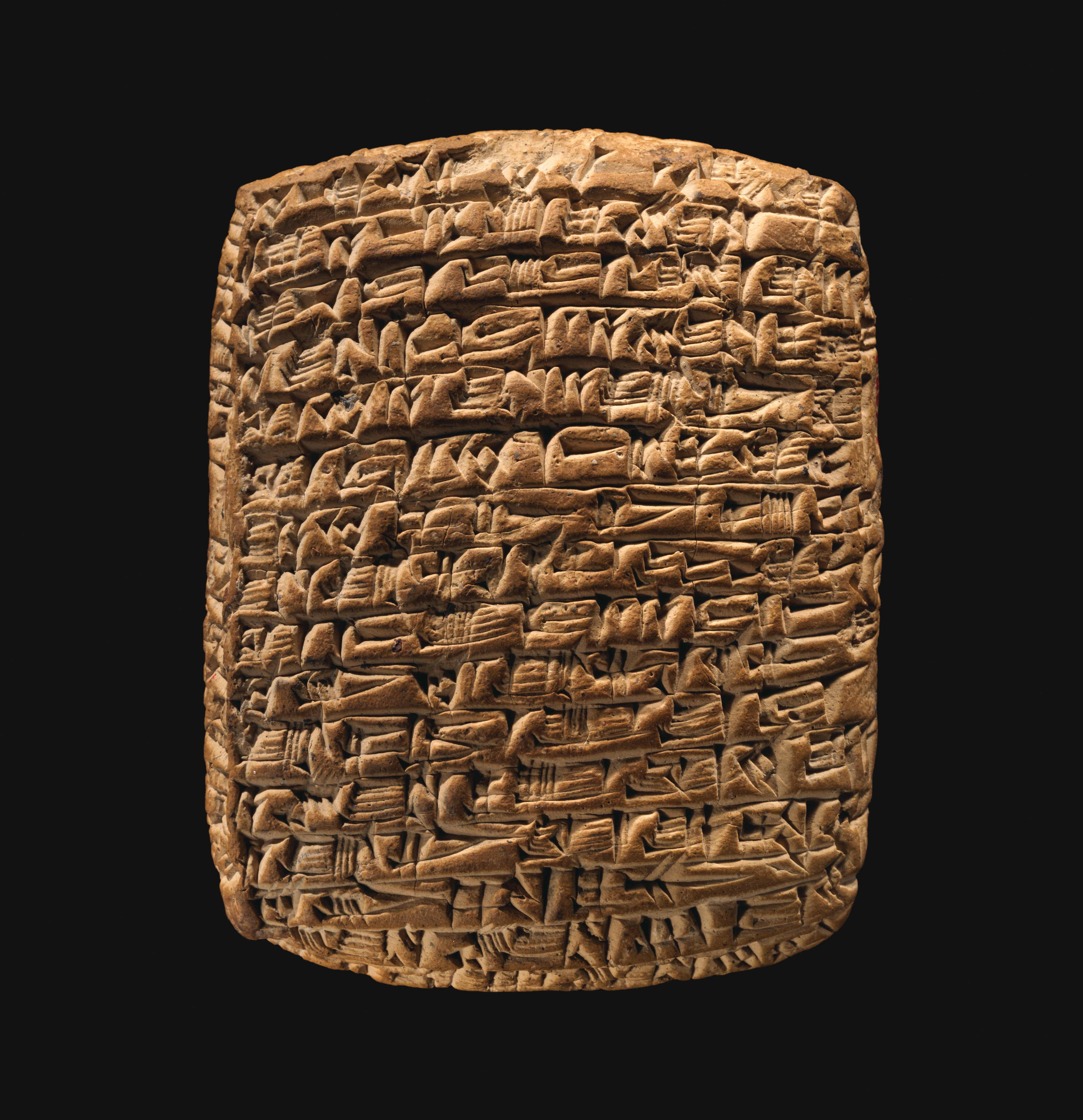
퀼테페에서 발견된 사신이 담긴 고아시리아 쐐기 문자 점토판

중앙 아나톨리아에서 발견된 아시리아 점토판에 사용된 언어는 일반적으로 고아시리아어로 불리며, 남부 메소포타미아에서 사용된 바빌로니아어와 밀접하게 관련된 셈어파 언어(즉, 현대 히브리어 및 아랍어와 관련)이다. 아시리아어와 바빌로니아어는 현대 학자들에 의해 일반적으로 아카드어의 별개의 방언으로 간주된다. 이는 고대 저자들이 아시리아어와 바빌로니아어를 두 개의 별개의 언어로 간주했기 때문에 현대적인 관습이다. 바빌로니아어만이 akkadûm으로 불렸고, 아시리아어는 aššurû 또는 aššurāyu로 불렸다. 둘 다 쐐기 문자로 쓰여졌지만, 기호는 상당히 다르게 생겼고 상대적으로 쉽게 구별할 수 있다.
고아시리아 문헌은 대부분 기원전 18세기 이후의 "암흑기" 이전의 시기로 제한된다. 이 시기의 문헌에 사용된 기호는 대체로 후속 중아시리아 및 신아시리아 시대에 사용된 기호보다 덜 복잡했으며, 그 수는 150-200개 이하로 적었다. 대부분은 음절 기호(음절을 나타내는)였다. 편지에 때때로 어색한 모양의 기호와 철자 오류가 포함되어 있기 때문에, 대부분의 보존된 고아시리아 문헌은 저자들 자신이 작성했을 가능성이 높다(고용된 서기관이 아님). 일부 편지는 여성에 의해 작성되었으므로, 적어도 일부 여성들은 읽고 쓰는 법을 배웠음이 분명하다. 사용된 기호의 수가 제한적이어서 고아시리아어는 현대 연구자들에게 후기 형태의 언어보다 상대적으로 해독하기 쉽지만, 제한된 기호 수로 인해 경우에 따라 여러 가지 가능한 대안적 음가와 독음이 존재한다. 이는 기호를 해독하기는 쉽지만, 많은 연구자들이 언어 자체에 대해서는 여전히 불편함을 느낀다는 것을 의미한다. 비록 후기 아시리아어의 더 고대적인 변형이었지만, 고아시리아어는 또한 후기 시대에는 나타나지 않는 여러 단어를 포함하고 있는데, 일부는 단어의 특이한 초기 형태이고 다른 일부는 상업 용어 또는 아나톨리아의 다양한 직물 및 식품 제품을 지칭하는 이름이다.

### 달력
초기 이집트인과 아랍인들이 사용했던 달력처럼, 고아시리아와 중아시리아 달력은 열두 달로 구성되었으며, 각 달에는 세 개의 별자리(한 별자리는 열흘 기간에 해당)가 할당되었다. 아시리아에서는 달의 이름이 아브 샤라니(Ab sharrāni), 쿠부르(Khubur), 시품(Ṣippum), 카라툼(Qarrātum), 탄마르타(Tanmarta), 티이나툼(Ti'inātum)(또는 신), 쿠잘루(Kuzallu), 알라나툼(Allanātum), 벨티-에칼림(Bēlti-ekallim), 나르마크 아슈르 샤 사라팀(Narmak Ashur sha sarrātim), 나르마크 아슈르 샤 키나팀(Narmak Ashur sha kinātim), 그리고 마후르 일리(Makhur ilī)였다. 여러 이름에서 달력의 천문학적 기원이 드러난다. 예를 들어, 탄마르타는 별 시리우스의 신출을 가리키는 데도 사용되었고, 벨티-에칼림은 하늘에서 별 베가로 표현되는 여신의 이름이기도 했으며, 마지막 달인 마후르 일리라는 이름은 "신들의 만남"을 의미하는데, 이는 아마도 이 시기 하늘에서 달과 플레이아데스 성단의 합을 참조하는 것일 것이다. 아시리아 달력은 가을, 즉 농부들이 밭을 갈던 시기, 즉 9월 23일(9월 추분)과 12월 21일(동지점) 사이의 어느 시점에서 시작되었을 것이다.
고아시리아 및 중아시리아 달력은 문제가 없지 않았다. 열두 개의 30일짜리 달 외에 ḫamuštum이라는 시간 단위인 추가 주를 더해야 했다. 이는 보통 4년에 한 번씩 추가 한 달을 더하는 방식으로 이루어진 것으로 보인다. 또한, 에포님 연도는 항상 연초에 시작된 것이 아니라 종종 항성 현상과 일치했다. 만약 에포님이 월 중간에 끝났다면, 다음 에포님도 그 달부터 시작되었으므로 때로는 같은 달이 반복되기도 했다. 이러한 문제들로 인해 계절은 아시리아 달력의 월을 통해 약 120년에 한 달씩 뒤로 이동했다. 기원전 13세기, 중아시리아 시대에 샬마네세르 1세 왕은 달력을 조정하고 수정하여 월을 원래의 의도된 위치로 되돌려야 했다.

## 종교

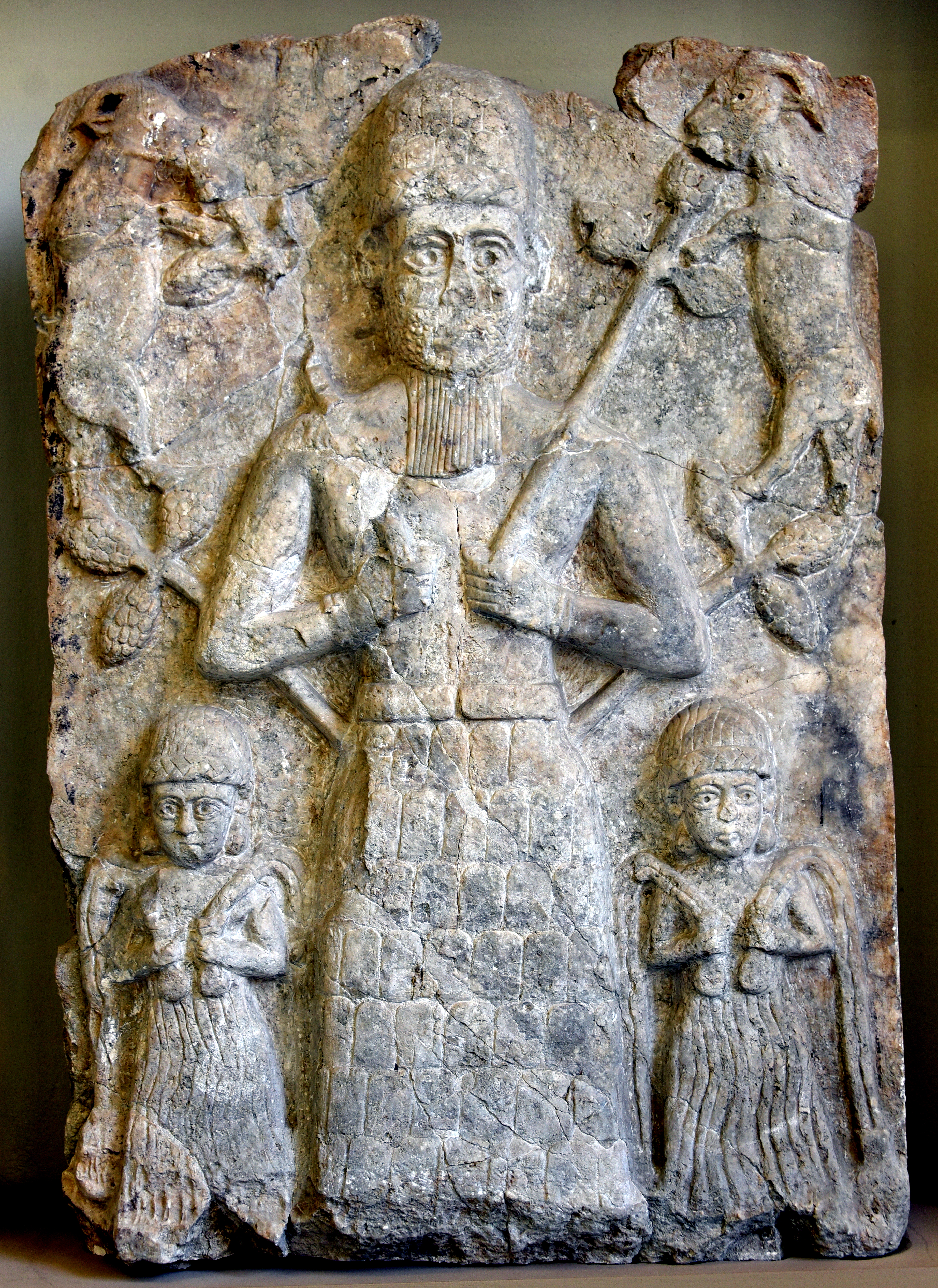
아수르에서 발견된 벽 부조, 기원전 2000–1500년. 신, 아마도 아슈르가 두 물 신과 두 염소에 의해 둘러싸여 있다.

아시리아인들은 남부 메소포타미아의 바빌로니아인들과 같은 신들을 숭배했다. 알려진 고아시리아 문헌들이 주로 무역에 관한 것이기 때문에, 고아시리아 시대 아시리아 종교에 대한 지식은 후기 시대만큼 상세하지 않다. 고아시리아 시대와 후기 시대에도 아수르의 최고 신은 아시리아의 국가 신인 아슈르였다. 비록 현대 역사가들이 신을 아슈르, 도시를 아수르라고 불러 구분하지만, 고대에는 둘 다 정확히 동일한 방식으로(Aššur) 기록되었다. 고아시리아 문서들이 때때로 도시와 신을 구별하지 않는 것처럼 보이기 때문에, 아슈르가 도시 자체의 신격화된 의인화라고 믿어진다. 아마도 도시의 위치는 도시 건설 이전에 성스러운 장소로 시작되었고 전략적 위치 때문에 정착되었으며, 선행하는 초기 아시리아 시대의 어느 시점에 자체적으로 신성한 것으로 점차 간주되었을 것이다. 신으로서의 아슈르의 역할은 유동적이었고, 아시리아인들 자신의 변화하는 문화와 정치에 따라 변했다. 후대에는 아시리아 왕들을 원정에 인도하는 전쟁의 신으로 여겨졌지만, 고아시리아 시대에는 농업과 관련된 죽음과 부활의 신으로 여겨졌다.
아슈르의 주요 기능 중 하나는 정의였다. 법정에서 거짓 증언이나 불의한 판결을 내린 사람은 "아슈르의 단검"(Patrum ša Aššur)에 의해 처벌될 것이라고 믿었다. 아시리아인들은 이 무기에 맹세해야 했다. 여성들도 "탬버린(이쉬타르의 후품(huppum))"에 맹세했다. 이 두 물건은 모두 아수르에서 물리적인 신성한 상징이었을 가능성이 높다. 아수르와 아시리아 무역 식민지의 아슈르 신전에는 신의 조상과 신성한 물건의 재현물이 있었음이 분명하다. 보존된 문서 중 하나는 퀼테페의 아슈르 신전에 도둑이 침입하여 아슈르의 단검과 그의 가슴에 놓여 있던 태양 원반을 훔쳤다고 묘사하기 때문이다.
아슈르는 현존하는 고아시리아 문헌과 비문에서 자주 언급된다. 퀼테페에서 발견된 아시리아 문헌은 아시리아인들이 "도시와 왕자" 또는 "도시와 주님"에게 맹세했으며, 여기서 "왕자"와 "주님"은 아마도 아슈르를 의미했을 것임을 보여준다. 여러 문헌에서 아수르에 있는 가족 구성원들이 퀼테페의 상인들에게 아수르로 돌아와 "아슈르의 눈을 보러 오라"거나 "아슈르의 발을 잡으라"고 썼는데, 이는 비록 모든 무역 식민지에 아슈르 성소가 있었음에도 불구하고, 신이 그의 백성들이 단지 금전적 이득을 위해 너무 오랫동안 자신의 도시를 떠나는 것을 탐탁지 않게 여겼음을 시사한다. 여성들은 분명히 종교에 크게 관심을 가졌으며, 제물을 바치고, 신들에게 공물을 바치고, 남편들에게 신들에 대한 의무를 상기시켰다는 기록이 있다. 한 문헌에서 두 명의 여성은 저명한 상인 임두-일룸에게 다음과 같은 메시지를 썼다.
| “ | 아슈르가 너에게 거듭 경고했다. 너는 돈을 사랑하지만 (하지만) 네 영혼을 소홀히 한다. 도시에서 아슈르의 뜻을 행할 수 없느냐! 급하다! 이 메시지를 들으면 와서 아슈르의 눈을 보고 네 영혼을 구하라! | ” |

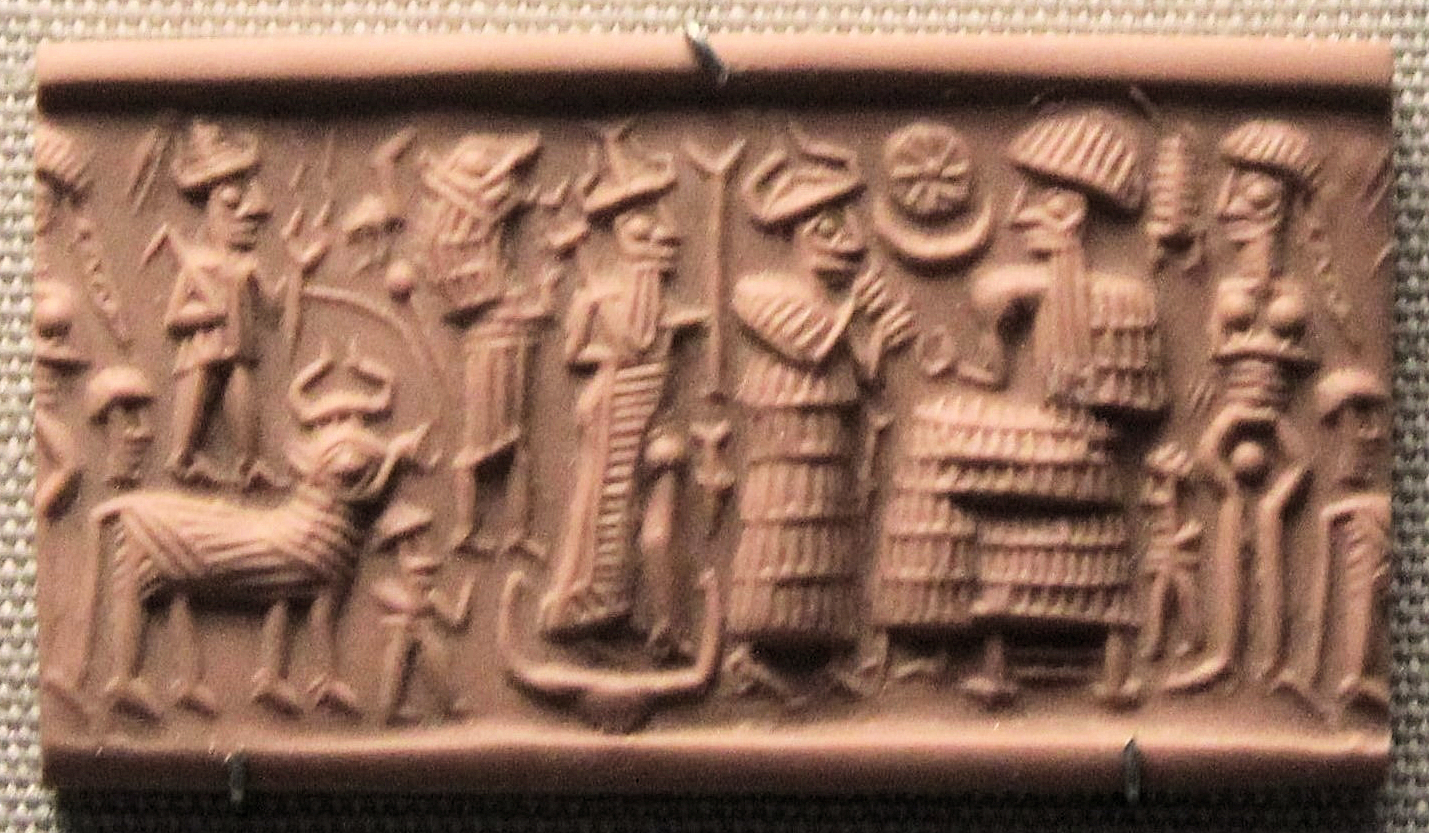
원통 인장 인상으로, 세 명의 신들이 앉아 있는 인물, 아마도 왕에게 접근하고 있다. 번개 포크를 들고 황소 등에 서 있는 폭풍의 신, 초승달 깃발을 들고 배에 서 있는 달의 신, 그리고 중재하는 여신. 고아시리아 시대, 기원전 1920–1740년경. 대영 박물관 ME 22963.

아슈르 외에도 고아시리아 시대 아시리아인들이 숭배한 다른 주요 신으로는 수메르 날씨 신 엔릴이 있었는데, 이는 아마도 날씨 신이 후르리인 판테온에서 중요한 역할을 했기 때문일 것이다. 엔릴보다 더 중요했던 신은 셈족 날씨 신 아다드였다. 그의 이름은 이 시기 알려진 개인 이름의 약 10분의 1에 포함되었다. 아다드만큼 중요했던 신은 달 신 신이었는데, 그의 이름 또한 알려진 모든 고아시리아 개인 이름의 약 10분의 1에 포함되었으며, 후대에는 아시리아 왕실의 주요 수호신 중 하나가 되었다. 신의 이름이 흔하지만, 일부 고아시리아 이름에 "라반"이라는 이름이 있는 것은 신이 때때로 그 이름으로도 숭배되었음을 나타내는데, 이는 현대 레바논에 해당하는 지역에서 신에게 사용되었던 이름이다. 또 다른 중요한 신은 여신 이쉬타르였는데, 그녀는 선행하는 초기 아시리아 시대 초부터 아수르에서 숭배되었으며, 아마도 이 정착지의 원래 주요 신이었을 것이다.
고아시리아 시대에는 순전히 종교적인 성격의 문헌(다른 문헌에 대한 암시만 있는 것이 아닌)은 거의 알려져 있지 않다. 이 시기에 알려진 아시리아 종교 문헌으로는 하늘 신 아누의 딸인 사악한 악마가 자신의 사악한 계략 때문에 아버지에 의해 땅으로 쫓겨났다는 내용의 시가 있다. 이 악마는 인류를 위해 일하며, 신의 뜻에 반하는 행동을 하는 자들을 공격하고 사자와 같은 위험한 동물들을 약화시켰다. 특히 상인 활동과 관련된 또 다른 문헌은 상인 캐러밴을 기다리는 검은 개 모양의 악마에 대해 논한다. 이 악마는 아마도 물 신 에아와 어떤 형태로든 관련이 있었으며 갈증을 의인화했을 수도 있다.

## 같이 보기
- 메소포타미아의 역사
- 메소포타미아 왕조 목록

## 내용주
1. ↑  고아시리아 시대는 일반적으로 아슈르-우발리트가 c. 기원전 1363년에 즉위하면서 끝났다고 본다. 일반적으로 사용되는 날짜는 그의 전임자인 에리바-아다드의 통치 마지막 해인 c. 기원전 1364년이다(아시리아의 재위 연도는 일반적으로 왕으로서의 첫 완전한 해부터 계산된다).
2. ↑  아수르는 고아시리아 시대 내내 독립적이지는 않았다. 기원전 18세기, 아수르는 아모리인 왕 샴시-아다드 1세 아래 짧게 존재했던 상메소포타미아 왕국에 편입되어 슈바트-엔릴에서 통치되었다.[1] 샴시-아다드가 죽은 후, 아수르는 잠시 그의 가족의 지배 아래 있었고, 그들은 에칼라툼에서 통치했다.[2] 때때로 아수르는 마리, 엘람 및 바빌론의 지배 아래 놓이기도 했다.[3] 이후 c. 기원전 1430~1360년, 아수르는 서쪽의 미탄니 왕국의 봉신국이 되었다.[4]
3. ↑  이 문서에서는 해당되는 경우 메소포타미아 역사의 일반적으로 사용되는 중기 연대기를 따른다.
4. ↑  고아시리아 시대는 때때로 푸주르-아슈르 1세부터 이쉬메-다간 1세가 c. 기원전 1765년에 사망할 때까지의 더 짧은 기간으로 정의되기도 한다. 이쉬메-다간의 사망 이후 아시리아는 알려진 자료가 거의 없는 "암흑기"에 접어들며 중아시리아 제국의 시작까지 이어졌다.[5] 이 구분 방식에서는 단축된 고아시리아 시대와 중아시리아 시대 사이의 기간을 때때로 "과도기"라고 부른다.[6]
5. ↑  이 이름은 대안적으로 "키딘-니누아"(니네베 신의 보호 아래)로도 읽히며, 이 역시 모호한 정치적 함의를 지닌 이름이다.[66]
6. ↑  이 점에서 우르플란 궁전은 왕들의 역할과 다소 상충되는 것으로 보인다.[77] 이 궁전은 더 전제적인 샴시-아다드 1세 아래에서 건설되었을 수도 있지만, 그렇게 되면 통상적으로 연대가 매겨진 시점보다 더 후대에 위치하게 된다.[46]
7. ↑  여기서는 남부 메소포타미아 사람들을 가리킨다.[96]
8. ↑  아수르 북쪽에 살았던 후르리인들을 가리킨다.[96]

1. ↑  Freedom=addurāru.

### 참고 자료
- Aubet, Maria Eugenia (2013). 《Commerce and Colonization in the Ancient Near East》. Cambridge: Cambridge University Press. ISBN 978-0-521-51417-0.
- Barjamovic, Gojko; Fairbairn, Andrew (2018). 《Anatolian Wine in the Middle Bronze Age》. 《Die Welt des Orients》 48. 249–284쪽. doi:10.13109/wdor.2018.48.2.249. JSTOR 26606978. S2CID 167103254.
- Bertman, Stephen (2003). 《Handbook to Life in Ancient Mesopotamia》. New York: Oxford University Press. ISBN 978-0-19-518364-1.
- Breasted, James Henry (1926). 《The Conquest of Civilization》. New York: Harper & Brothers Publishers. OCLC 653024.
- Brinkman, J. A. (1998).  K. Radner, 편집. 《The Prosopography of the Neo-Assyrian Empire, Volume 1, Part II: B–G》. The Neo-Assyrian Text Corpus Project.
- Chavalas, Mark (1994). 〈Genealogical History as "Charter": A Study of Old Babylonian Period Historiography and the Old Testament〉.   Millard, A. R.; Hoffmeier, James K.; Baker, David W. 《Faith, Tradition, and History: Old Testament Historiography in Its Near Eastern Context》. Winona Lake: Eisenbrauns. ISBN 0-931464-82-X.
- Chen, Fei (2020). 《Study on the Synchronistic King List from Ashur》. Leiden: BRILL. ISBN 978-90-04-43091-4.
- Düring, Bleda S. (2020). 《The Imperialisation of Assyria: An Archaeological Approach》. Cambridge: Cambridge University Press. ISBN 978-1-108-47874-8.
- Eppihimer, Melissa (2013). 《Representing Ashur: The Old Assyrian Rulers' Seals and Their Ur III Prototype》. 《Journal of Near Eastern Studies》 72. 35–49쪽. doi:10.1086/669098. JSTOR 10.1086/669098. S2CID 162825616.
- Frahm, Eckart (2017). 〈The Neo-Assyrian Period (ca. 1000–609 BCE)〉.   E. Frahm. 《A Companion to Assyria》. Hoboken: Wiley Blackwell. ISBN 978-1-118-32524-7.
- Frahm, Eckart (2017). 〈Introduction〉.   E. Frahm. 《A Companion to Assyria》. Hoboken: Wiley Blackwell. ISBN 978-1-118-32524-7.
- Garfinkle, Steven J. (2007). 〈The Assyrians: A New Look at an Ancient Power〉.   Rubio, Gonzalo; Garfinkle, Steven J.; Beckman, Gary; Snell, Daniel C.; Chavalas, Mark W. 《Current Issues and the Study of the Ancient Near East》. Publications of the Association of Ancient Historians. Claremont: Regina Books. ISBN 978-1-930053-46-5.
- Lambert, W. G. (1983). 《The God Aššur》. 《Iraq》 45. 82–86쪽. doi:10.2307/4200181. JSTOR 4200181. S2CID 163337976.
- Lendering, Jona (2006). “The Assyrian King List”. 《Livius》. 2021년 5월 29일에 확인함.
- Lewy, Hildegard (1971). 〈Assyria c. 2600–1816 BC〉.   Edwards, I. E. S.; Gadd, C. J.; Hammond, N. G. L. 《The Cambridge Ancient History: Volume I Part 2: Early History of the Middle East》 3판. Cambridge: Cambridge University Press. ISBN 0-521-07791-5.
- Luukko, Mikko; Van Buylaere, Greta (2017). 〈Languages and Writing Systems in Assyria〉.   E. Frahm. 《A Companion to Assyria》. Hoboken: John Wiley & Sons. ISBN 978-1-118-32524-7.
- Mallowan, Max E. L. (1971). 〈The Early Dynastic Period in Mesopotamia〉.   Edwards, I. E. S.; Gadd, C. J.; Hammond, N. G. L. 《The Cambridge Ancient History: Volume I Part 2: Early History of the Middle East》 3판. Cambridge: Cambridge University Press. ISBN 0-521-07791-5.
- Michel, Cécile (2017). 〈Economy, Society, and Daily Life in the Old Assyrian Period〉.   E. Frahm. 《A Companion to Assyria》. Hoboken: John Wiley & Sons. ISBN 978-1-118-32524-7.
- Van De Mieroop, Marc (2016). 《A History of the Ancient Near East》 3판. Oxford: Wiley Blackwell.
- Radner, Karen (2015). 《Ancient Assyria: A Very Short Introduction》. Oxford University Press. ISBN 978-0-19-871590-0.
- Reade, J. E. (2001). 《Assyrian King-Lists, the Royal Tombs of Ur, and Indus Origins》. 《Journal of Near Eastern Studies》 60. 1–29쪽. doi:10.1086/468883. JSTOR 545577. S2CID 161480780.
- de Ridder, Jacob Jan (2017). 〈Slavery in Old Assyrian Documents〉.   Kulakoğlu, Fikri; Barjamovic, Gojko. 《Subartu XXXIX: Kültepe International Meetings, Vol. II: Movement, Resources, Interaction》. Turnhout: Brepols Publishers. ISBN 978-2-503-57522-3.
- Roux, Georges (1992). 《Ancient Iraq》. Penguin Books. ISBN 978-0-14-012523-8.
- Veenhof, Klaas R. (2003). 《The Old Assyrian List of Year Eponyms from Karum Kanish and its Chronological Implications》. Ankara: Turkish Historical Society. ISBN 979-975161546-5.
- Veenhof, Klaas R.; Eidem, Jesper (2008). 《Mesopotamia: The Old Assyrian Period》. Orbis Biblicus et Orientalis. Göttingen: Academic Press Fribourg. ISBN 978-3-7278-1623-9.
- Veenhof, Klaas R. (2017). 〈The Old Assyrian Period (20th–18th century BCE)〉.   E. Frahm. 《A Companion to Assyria》. Hoboken: John Wiley & Sons. ISBN 978-1-118-32524-7.
- Yamada, Shiego (2017). 〈The Transition Period (17th to 15th century BCE)〉.   E. Frahm. 《A Companion to Assyria》. Hoboken: John Wiley & Sons. ISBN 978-1-118-32524-7.